# Canal d'Orléans
Vous lisez un « article de qualité » labellisé en 2010.
Le canal d'Orléans est une voie d'eau désaffectée en 1954, en voie de réhabilitation en 2025, située dans le département français du Loiret. D’une longueur de 78,65 km, ce canal relie la Loire au canal du Loing et au canal de Briare. Il assure ainsi la continuité par voie d'eau entre Orléans et Paris vers le nord et Briare et les canaux du Centre vers le sud.
Un premier tronçon est creusé par Robert Mahieu entre Vieilles-Maisons-sur-Joudry et Buges entre 1676 et 1678 et ouvert au transport du bois et du charbon. La construction du canal jusqu’à la Loire est ensuite entreprise de 1681 à 1687 et est inaugurée en 1692. De 1692 à 1793 le canal est en plein essor. De 1 500 à 2 000 bateaux remontent chaque année la Loire depuis Nantes pour gagner Paris. En 1793 le canal devient bien national.
De 1908 à 1921, alors que le trafic de marchandises par voie fluviale est en pleine régression, des travaux de prolongement du canal entre Combleux et Orléans sont entrepris. Avec la disparition complète du trafic, le canal est déclassé en 1954 des voies navigables et entre dans le domaine privé de l’État puis devient propriété du département du Loiret en novembre 2021.
Un mandat de gestion a été confié en 1984 au Département jusqu'en 2035. Celui-ci, après une étude stratégique en 2004, a engagé un lourd programme de réhabilitation ayant pour objectif une réouverture totale au tourisme fluvial à la fin des années 2020 : navigation de plaisance et aménagement des abords pour la randonnée pédestre et cycliste, avec en particulier la construction d'une véloroute, comprenant en quasi totalité une voie verte à l'écart de la circulation inaugurée le 23 mai 2025. À cette date, seules quelques écluses étaient restaurées.

## Présentation

### Localisation et profil du canal

Localisation du canal d’Orléans.

Le canal d’Orléans se situe dans la région Centre-Val de Loire entièrement à l’intérieur du département du Loiret. Il court sur 78,65 kilomètres entre Orléans, où il débouche dans la Loire, et Châlette-sur-Loing, où il rejoint le canal du Loing et le canal de Briare au niveau du bief de Buges. Sa partie ouest est située dans l'aire urbaine d'Orléans et la région naturelle du val de Loire, sa partie médiane dans la forêt d'Orléans et sa partie est dans la région naturelle du Gâtinais et l'aire urbaine de Montargis.
Le canal d’Orléans est un canal à bief de partage avec un versant situé du côté Loire d'une longueur de 31,81 km se répartissant en une section de 5,13 km d’Orléans à Combleux, l’ouverture historique en Loire, et une de 26,680 km, de Combleux à Combreux, et l'autre du côté Seine d'une longueur de 27,910 km. Le bief de partage, situé entre les deux sections, constitue la section la plus élevée, et présente une longueur de 18,930 km.
En 2010, seul le tronçon situé entre Fay-aux-Loges et Combleux est navigable.
Le graphique ci-dessous donne le profil du canal d’Orléans depuis Orléans, dont la cote en Loire au droit du bief de Combleux est de 95 m environ, jusqu’au bief de Buges, jonction avec le canal du Loing, situé à la cote de 83 m. Le bief de partage est le point le plus élevé du canal (124 m) avec une dénivellation de 95 m côté Loire et 41 m côté Seine.
Le bief le plus long est le bief de partage, avec 18,93 km, tandis que le plus court est le bief du Milieu de Grignon avec 100 m.

### Tracé

Profil du canal d’Orléans.

Jusqu’au début du XXe siècle, l’embouchure sur la Loire du canal d’Orléans ne se situait pas sur la commune d’Orléans, mais sur celle de Combleux, au lieu-dit la Patache, à une dizaine de kilomètres à l'est d’Orléans.
Après Orléans, Saint-Jean-de-Braye et Combleux, le canal traverse Chécy et change déjà d'orientation pour pénétrer dans la forêt. Sur la commune de Mardié, aux abords de l’ancien port de Pont-aux-Moines, il est traversé par l'actuelle route départementale 960 reliant Orléans à Châteauneuf-sur-Loire. Il passe ensuite à Donnery puis à Fay-aux-Loges, et dans ce dernier bief, il utilisa longtemps le cours même de la petite rivière du Cens. De l'écluse de Fay-aux-Loges, le canal traverse ensuite, après l'écluse de la Jonchère, des régions moins fertiles, d'aspect plus désolé, les habitations se font plus rares. Après Vitry-aux-Loges, on rejoint enfin l'étang de la Vallée pour atteindre à ce point le seuil montagneux qui constitue la ligne de partage des eaux de la Seine et de la Loire. On quitte le versant Loire, et le canal, à Combreux, pour entrer dans son bief de distribution. Celui-ci se développe sur les communes de Sury-aux-Bois et de Châtenoy. Différents étangs et réservoirs l’alimentent, en particulier celui de la Noue Mazone où se termine le bief de partage. Le canal pénètre alors dans le bassin de la Seine : après les étangs du Gué des Cens et de Grignon, on retrouve l'ancien canal de Robert Mahieu : l'angle droit que forme le tracé à Vieilles-Maisons-sur-Joudry s'explique très bien par ce raccordement. Les difficultés suscitées aux bateliers par cette jonction amèneront plus tard les ingénieurs à en modifier les accès pour la rendre plus commode. Le canal se développe ensuite jusqu'à Buges par les territoires des communes de Coudroy, Noyers, Chailly-en-Gâtinais, Presnoy, Chevillon-sur-Huillard, Saint-Maurice-sur-Fessard, Pannes, Corquilleroy et enfin Châlette-sur-Loing.

### Statut
Après avoir été la propriété de différents ducs d’Orléans, de Philippe à Louis-Philippe Joseph, le domaine du canal est acquis à la République en avril 1793, peu avant l’exécution à la guillotine du dernier duc. D'abord affermé à la compagnie Bellesme, le canal, mal entretenu, est ensuite vendu à une société privée, la Compagnie des canaux d’Orléans et du Loing par la loi du 23 décembre 1809. L’État rachète finalement le domaine à cette compagnie par la loi du 1er août 1860 et en confie la gestion à l’administration des ponts et chaussées.
Le canal est finalement déclassé par décision du 12 novembre 1954 et affecté au ministère de l’Agriculture. La partie déclassée du canal d’Orléans comprise entre les écluses de la Folie et de Combleux est donnée en location au Syndicat mixte de gestion du canal d’Orléans et de ses annexes par convention bail du 22 novembre 1978 pour une période de 18 années consécutives venant à échéance le 31 mars 1996.
Le bail entre l’État et le syndicat mixte est résilié en 1984 et la gestion du domaine est confiée au département du Loiret par décision du ministre chargé du domaine le 4 septembre 1984. Une convention est signée le 28 décembre 1984 entre la direction générale des Impôts et le département dans le but de poursuivre, en l’intensifiant, l’opération de réhabilitation entreprise par le syndicat mixte, tout en préservant le caractère naturel du bien. La durée de la convention est fixée à 50 années courant à partir du 1er janvier 1985 et s’achevant ainsi le 31 décembre 2035. Parallèlement le département confie la gestion courante du domaine au Syndicat mixte de gestion du canal d’Orléans en 1985.
Le déclassement du canal a pour conséquence son classement dans le domaine privé de l’État. Par ailleurs la loi du 30 juillet 2003 relative au transfert du domaine public fluvial de l’État ne s’appliquant pas dans le cas du domaine privé de l’État, la section du canal confiée en gestion ne lui a pas été transférée sur le plan domanial. Il ressort ainsi la répartition de domanialité suivante :
| Versant         | Tronçon                                                                                          | Longueur | Propriété                                                                                          |
| --------------- | ------------------------------------------------------------------------------------------------ | -------- | -------------------------------------------------------------------------------------------------- |
| Loire           | Bief de Saint-Jean-de-Braye entre Orléans et le "Cabinet vert"                                   | 0,9 km   | Domaine public de l'Agglomération d'Orléans, gestion par l'Agglomération d'Orléans                 |
| Loire           | Bief de Saint-Jean-de-Braye entre le "Cabinet vert" et Combleux                                  | 4,23 km  | Domaine public de l’État français                                                                  |
| Loire           | De Combleux à Combreux                                                                           | 26,68 km | Domaine privé de l’État français, convention de gestion au conseil général du Loiret jusqu’en 2035 |
| Bief de partage | De Combreux à Vieilles-Maisons-sur-Joudry                                                        | 18,93 km | Domaine privé de l’État français, convention de gestion au conseil général du Loiret jusqu’en 2035 |
| Seine           | De Vieilles-Maisons-sur-Joudry à l'écluse de la Folie                                            | 26,58 km | Domaine privé de l’État français, convention de gestion au conseil général du Loiret jusqu’en 2035 |
| Seine           | De l’écluse de la Folie jusqu’au bief de Buges, confluence avec les canaux de Briare et du Loing | 1,33 km  | Domaine public de l’État français                                                                  |

## Histoire

### La construction

#### Le canal de Robert Mahieu
Robert Mahieu est un bourgeois et marchand de bois de Paris qui possède quelques biens dans la province de l'Orléanais. Il propose en 1676 au duc d'Orléans « de se charger pendant 40 ans des ventes de haut bois et futayes des gardes de Chaumontois et du Milieu dans la forêt d'Orléans ». Son objectif est de se fournir en bois pour l’immense marché parisien (500 000 habitants consommant chacun une tonne de bois par an,).
Pour acheminer le bois vers Paris, Mahieu propose au duc d’Orléans de construire un canal. Un traité est signé le 25 avril 1676 entre le duc d’Orléans et Mahieu : celui-ci exploiterait trois cents arpents de bois (environ 150 hectares) en échange d’une redevance de 30 000 livres tournois par an pendant 40 ans et la possibilité de construire un canal « pour servir à la conduite, flottage et transport tant des bois et charbons provenant des dites gardes que tous autres bois et marchandises jusques à la rivière de Loing ». Au bout de 40 ans le canal serait intégré au domaine du duché d'Orléans.
Mahieu a besoin de ce canal car les terrains de la forêt d'Orléans (sablonneux et argileux) sont peu propices au débardage du bois et se trouvent à l’écart des grandes voies de communications. En revanche, ils fournissent beaucoup d’eau (étangs, marécages, petites rivières) et constituent ainsi un terrain favorable à la construction d’un canal,. Un arrêt du conseil du roi du 22 août 1676 fixe le tracé de l’ouvrage, depuis l’étang du Loizelet jusqu’au Loing au niveau de Cepoy, et sa largeur minimale (six pieds, soit environ deux mètres, ce qui est suffisant pour évacuer du bois avec une circulation à sens unique).

« un canal… à commencer au-dessous de la chaussée de l’étang Loizelet à l’entrée de la dite forêt [d’Orléans] et ensuite descendre à l’étang de Joudrie, village de Vieilles-Maisons [sur-Joudry] et étang de Grignon, et de là, passant par plusieurs lieux et paroisses tomber dans la rivière de Loing au-dessous de Sepoix [Cepoy], près Montargis. »

Le canal débute alors au point le plus haut, là où sera ultérieurement construite l’écluse du point de partage des eaux. Le document ne précise pas le tracé pour pouvoir l’adapter aux difficultés rencontrées sur le terrain.
En moins de deux ans, 28 km sont construits. Le canal fait trois toises de large (plus deux toises un pied de chaque côté). On a la preuve que du bois est arrivé à Cepoy en mars 1678. Le canal de Robert Mahieu n’a toutefois rien à voir avec le commerce ligérien. D’ailleurs sa trop faible largeur ne lui permet pas d’assumer une véritable circulation marchande, puisqu’il est impossible à des bateaux de se croiser.

#### Le canal du duc d'Orléans

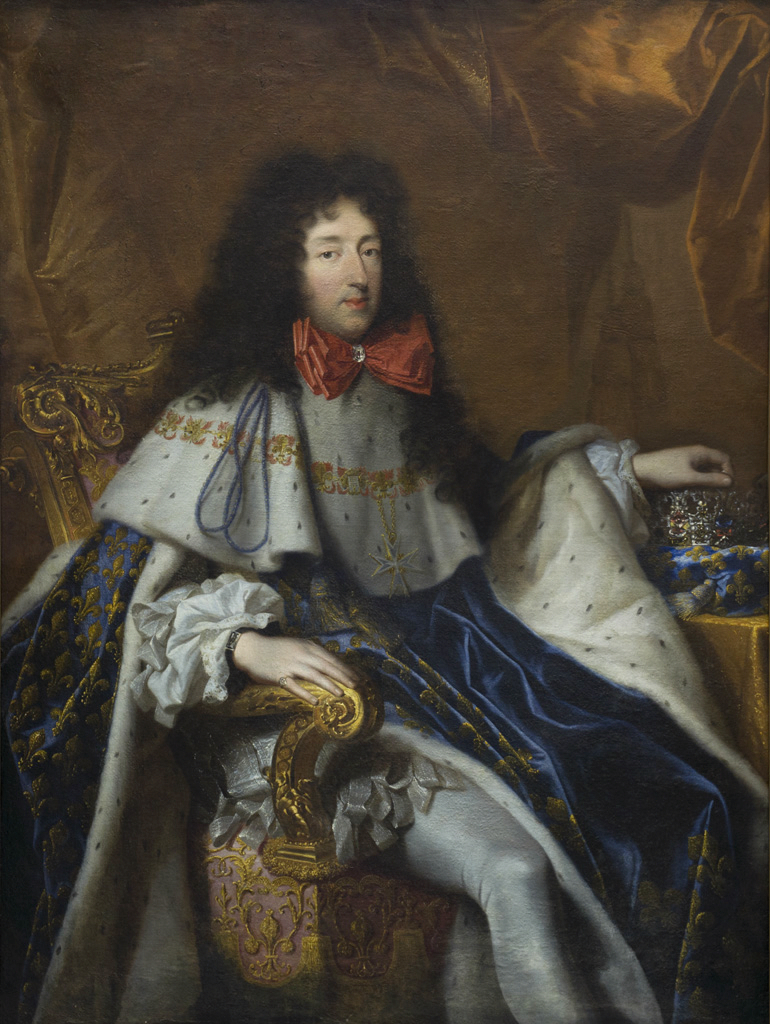
Philippe de France, duc d'Orléans, initiateur de la construction du canal d'Orléans.

En 1679, Mahieu connaît des difficultés financières et ne peut plus honorer ses engagements du traité de 1676 et c’est le duc d’Orléans qui reprend le projet qui change de nature : le duc d’Orléans veut désormais établir la jonction avec la Loire, ce qui suppose d’élargir la voie creusée par Mahieu et de poursuivre la construction du canal jusqu’à la Loire.
Plusieurs raisons conduisent à ce grand projet de jonction :
- le canal de Briare, très rentable pour ses propriétaires, n’est pas sans défaut : il consomme énormément d’eau (sept écluses de Rogny par exemple) et pendant les sécheresses le trafic est totalement interrompu. Il y a donc de la place pour un canal concurrent[7] ;
- la remontée de la Loire entre Orléans et Briare est difficile. Jusqu’à Orléans les bateaux peuvent remonter le fleuve à la voile grâce aux vents dominants d'ouest, voire aux vents de galerne. Mais au-delà d’Orléans le halage est obligatoire, ce qui génère un coût important avant d’atteindre le canal de Briare. Un canal qui partirait des environs d’Orléans pour rejoindre le Loing éliminerait ce surcoût[7] ;
- depuis le milieu du XVIIe siècle le trafic en provenance de l’océan Atlantique s’est accru grâce à l’arrivée des produits coloniaux, comme le sucre. Le Néerlandais Georges Vandebergue installe ainsi à Orléans la première raffinerie de sucre de la ville en 1653. Il y a également les produits plus traditionnels : poissons, sel, vins[7].

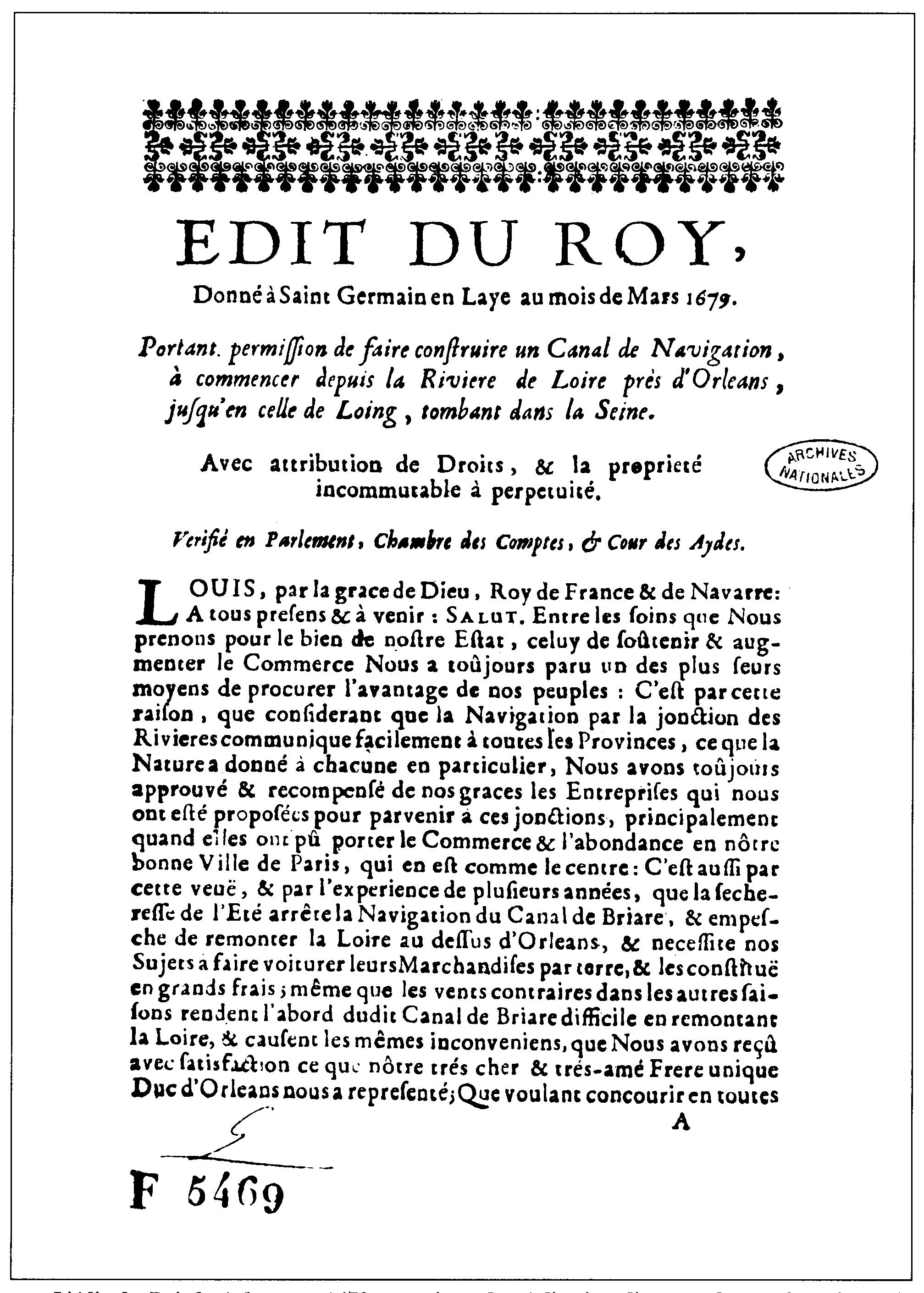
Édit de mars 1679 du roi Louis XIV, autorisant la réalisation d’un canal entre la Loire et le Loing.

Le duc d’Orléans est autorisé à poursuivre les travaux et établir la jonction de la Loire au Loing par lettres patentes du roi Louis XIV, son frère, en mars 1679. Cette décision s’inscrit dans un contexte d’encouragement du commerce par la monarchie française et une volonté de faciliter les communications et les grands projets (le projet du canal de Briare a commencé sous Henri IV et le canal du Midi approuvé lui-même par un édit de 1666). Enfin l’approvisionnement de Paris est un enjeu politique : la monarchie met tout en œuvre pour éviter des émeutes frumentaires, un soulèvement du peuple qui pourrait survenir par rupture de l'approvisionnement en céréales, car Louis XIV a de mauvais souvenirs de la Fronde et craint Paris (la cour s’installe d’ailleurs définitivement à Versailles en 1682).
Les seigneurs propriétaires du canal de Briare font obstruction à l’enregistrement des lettres patentes. Louis XIV réagit en envoyant en décembre 1679 une lettre de jussion, imposant l’enregistrement au nom de l’intérêt général. Finalement les lettres patentes sont enregistrées en 1680.
Compte tenu des difficultés de l'entreprise, le duc cède ses droits aux associés Lambert et de Richemond, Simon Lambert, architecte des bâtiments du roi, étant mieux à même d'appréhender les problèmes techniques. Ceux-ci s'engagent à réaliser la construction en six années et à verser au duc une redevance annuelle de 30 000 livres. Pour réunir les capitaux, ils créent alors une société de 10 puis de 19 membres en 1686.

#### Les travaux

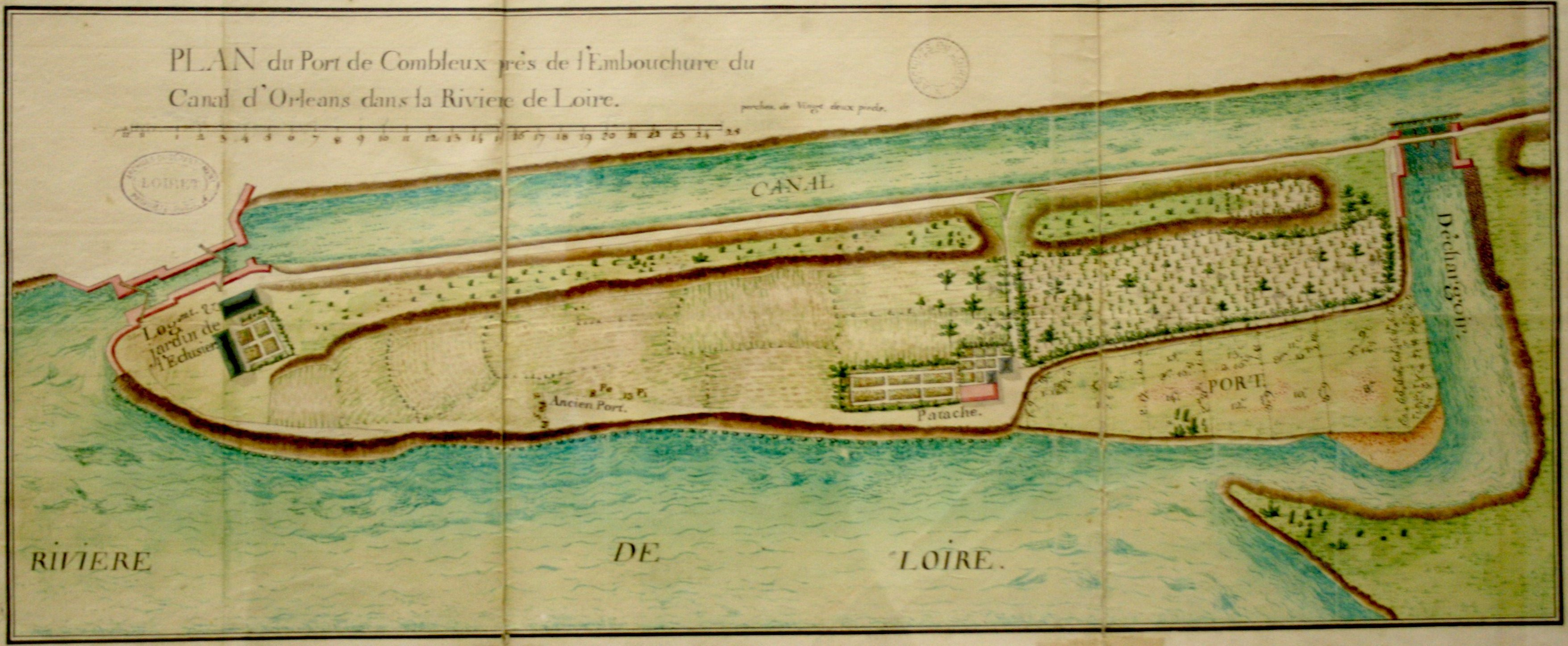
Plan du XVIIIe siècle du port de Combleux, près de l’embouchure du canal d’Orléans dans la Loire. La réalisation de cette écluse posa quelques difficultés techniques.

Les travaux commencent rapidement en 1680. Mais, par manque de moyens, ils sont arrêtés en 1684. Une autorisation de quatre années supplémentaires est accordée aux associés. Après une avance du roi lui-même sur sa cassette personnelle, un nouvel emprunt du duc d’Orléans et des malfaçons de travaux, ils sont contraints de rétrocéder au duc, dans le cadre du traité du 6 décembre 1686, la propriété de tous les ouvrages effectués. Ils obtiennent toutefois en contrepartie une rente annuelle de 80 000 livres pendant dix ans après l'ouverture du canal et le droit d’un écu par muid de vin rendu à Paris.
L’intendant de Creil est commis le 4 mai 1687 pour étudier avec plus de rigueur la situation foncière, et les aspects d’expropriation en particulier. Un arpenteur, Michel Boulanger, est désigné. Ceci n’empêcha pas certains propriétaires de faire de fructueux bénéfices.
Il est difficile d'estimer le nombre de travailleurs qui participèrent au chantier du canal d'Orléans. Environ 12 000 sont signalés sur celui de Briare lors de la visite de Henri IV en 1608 et près de 4 000 soldats furent employés à la construction du canal du Loing entre 1719 et 1723. Il semble que le nombre d’ouvriers employés sur le canal d’Orléans n’ait pas dépassé la centaine, ce qui explique les difficultés et la durée des travaux. Il fut fait appel à des ouvriers d'origine assez lointaine, venant surtout de l'ouest : Normandie, Maine et Touraine pour près de 30 %, du centre et de la région parisienne pour un pourcentage égal et quelques-uns, enfin, de la Champagne et de la Bourgogne. La mortalité fut très élevée parmi ces travailleurs et les membres de leur famille qui les accompagnaient.
Le procès-verbal de reconnaissance des ouvrages est signé par M. de Creil le 31 décembre 1691 et le canal est ouvert à la circulation le 5 mars 1692. De cette date jusqu’en juillet 1793, le produit net du canal fut supérieur à 220 000 livres, correspondant au passage de 2 323 bateaux.

### Le canal auXVIIIesiècle

#### Organisation administrative et technique
À compter du 6 décembre 1702, la Maison d'Orléans devient propriétaire de plein droit du canal. En 1720, une administration commune des canaux d’Orléans et du Loing est créée et placée sous l'autorité du chancelier du prince. Elle est assurée par un directeur général, deux inspecteurs, un contrôleur ambulant et un sous-inspecteur pour le canal d'Orléans. S'y ajoutaient un receveur général, résidant à Cepoy à l'entrée du canal du Loing et dont dépendaient un receveur particulier situé à Pont-aux-Moines et six contrôleurs échelonnés tout au long du parcours.
Une équipe de 29 éclusiers et 4 gardes constituaient le personnel d'exécution pour l'entretien courant et la surveillance des ouvrages, des rigoles, des étangs et des ports, le plus souvent, à cette époque, simples terrains plats en bordure du canal. Six nouveaux postes de gardes furent ensuite créés pour lutter contre les vols et dégâts de tout genre commis contre les marchandises entreposées ou les infrastructures.

#### Droit de justice et autonomie
Les lettres patentes de mars 1679 avaient accordé au duc l'autorité juridique complète sur l'ensemble des ouvrages, sans avoir à tenir compte des seigneurs justiciers locaux. La juridiction de Pont-aux-Moines s'étendait de la Loire à Grignon. Celle de Montargis s'exerçait de Grignon à Cepoy. Le juge conservateur résidait à Pont-aux-Moines où il était assisté d'un procureur fiscal, d'un greffier, d'un huissier de justice et de deux inspecteurs de police chargés de veiller à l'exécution des règlements et ordonnances des officiers de justice.

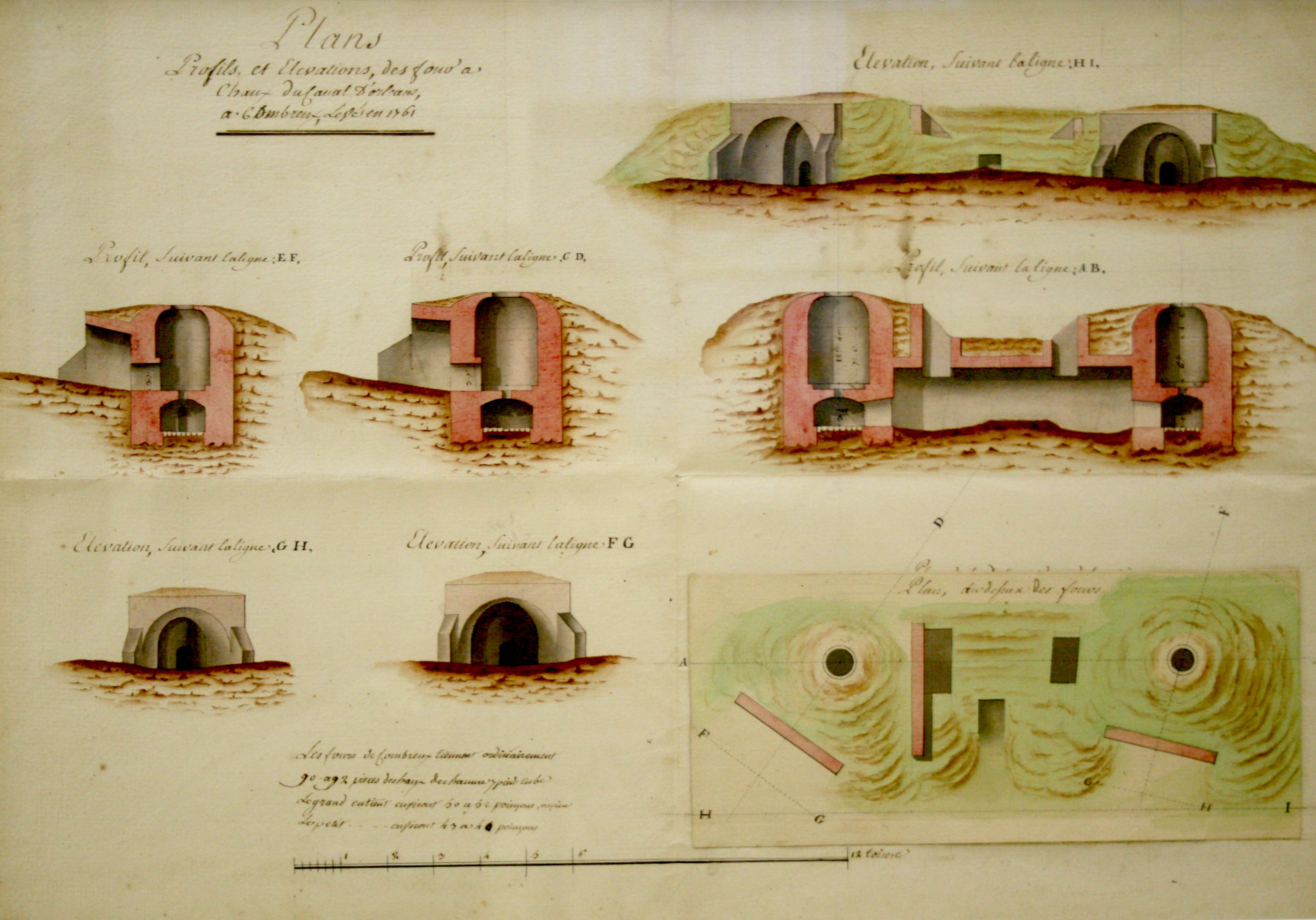
Plan des fours à chaux à Combreux (1760)

Certaines prérogatives concernant la priorité de circulation de diverses marchandises ont toutefois échappé au duc, au profit du prévôt des marchands, et échevins de la capitale, resté responsable de la réglementation de la navigation sur les rivières et les cours d'eau « servant à la provision de Paris ». Toutes ces prérogatives seigneuriales furent abolies avec le décret du 4 août 1789.
Les lettres patentes autorisent le duc à s’approvisionner en matériaux de construction dans la forêt d’Orléans. L’administration du canal acquiert ainsi plusieurs carrières pour pouvoir entretenir et améliorer le canal. Elle se dote également de constructions spécifiques comme le four à chaux de Combreux, la chaux étant utilisée au moment de la fabrication des écluses.
Pour être autonome en eau et accueillir la navigation commerciale, alors en augmentation, l’administration procède à de multiples acquisitions comme des moulins ou des terrains pour construire de nouveaux ports.

#### Entretien et amélioration des ouvrages
Dès le début du XVIIIe siècle, la levée de Chécy au lieu-dit port Morand doit être reconstruite en raison des infiltrations dans les cavités karstiques du calcaire de Beauce, accentuées par l'implantation du « pont tournant ». Elle est ensuite emportée plusieurs fois par les crues de la Loire en 1730, 1733, 1756, 1770 et 1789.
En 1717, l'ancien lit du Sens canalisé au pied du coteau de Chécy est abandonné pour les mêmes raisons. La voie d'eau est alors déplacée sur des terrains situés dans les vignes, les plus chers, aux dires des propriétaires.
En 1726, Louis de Règemorte constate l'état déplorable de la partie en eau du canal dont la largeur se trouve réduite par endroits de 5 toises à 15 pieds, soit environ de 10 à 5 mètres. Les riverains y ont aménagé des gués et creusé des abreuvoirs pour leurs bestiaux. Les halages sont réduits à des pistes défoncées, les éléments de bois des écluses et déchargeoirs pourrissent lentement. Un programme de travaux est alors engagé. Les principales difficultés résident dans le passage de la « Montagne » entre Combleux et Sury-aux-Bois, établi dans des terres à la fois sableuses et argileuses qui s'éboulent, laissant juste le passage pour une embarcation.

#### Concurrence avec le canal de Briare
Différents facteurs adoucissent la concurrence entre le canal d’Orléans et celui de Briare : 
- l’octroi par le roi, dès 1679, du même tarif de péage au premier que celui qui avait été donné au second en 1651[7] ;
- la construction du canal du Loing, ouvert en 1724, par le duc d’Orléans (le neveu de Louis XIV, futur régent). Le Loing étant difficilement navigable (nombreux méandres, faible pente, passage des pertuis dangereux), sa canalisation bénéficie autant aux bateaux qui empruntent le canal d’Orléans qu'à ceux qui prennent celui de Briare[7] ;
- l’achat d’actions du canal de Briare par le fils du Régent, Louis d’Orléans, en 1729[7].

Ainsi jusqu’à la Révolution française, ces trois canaux forment un tout cohérent et solidaire. Toutefois la concurrence a pu jouer lors des premières années d’exploitation du canal d’Orléans et même au-delà, d’après Hubert Pinsseau.

#### Le trafic de marchandises auXVIIIesiècle
Il n’existe pas de statistiques pour le XVIIIe siècle. D’après Hubert Pinsseau, le trafic annuel peut être estimé à 1 500 bateaux par an correspondant à 80 000 tonnes transportées, à raison de 50 tonnes par bateau.
Des statistiques plus précises sont disponibles pour la fin du XVIIIe siècle. Elles confirment ces ordres de grandeur et le fait que le trafic reste très inférieur à celui du canal de Briare par lequel transitaient à la même époque 150 000 tonnes par an, soit presque le double.
Une dissymétrie dans le trafic peut être constatée. Le nombre de bateaux venant de la basse-Loire (1 500) est environ trois fois plus important que celui en provenance de la Seine (500). Ceci s’explique par le fait que de nombreux bateaux sont « déchirés » à leur arrivée dans la capitale, c’est-à-dire détruits, du fait de leur vétusté et de leur fragilité.

#### Création des ports locaux
Pendant trois-quarts de siècle, les villages semblent avoir peu participé à l'économie du canal, si ce n'est pour fournir aux mariniers des denrées de première nécessité. Cette tendance s'inverse à la fin du XVIIIe siècle avec la création de ports locaux.
Le port de Pont-aux-Moines est créé en 1774 et celui de Donnery en 1776. Ce dernier embarquera en particulier des vins de la région d'Orléans, des matériaux de construction et du bois de la forêt. En même temps, Grignon, Chailly et Chancy sont dotés d'un embarcadère plus performant avec un quai de maçonnerie. Le port de Combleux est aménagé en 1777, tandis que le Port-à-l'Ardoise, à Chécy, permettra à partir de 1783 le débarquement du matériau angevin.
Le port de Fay-aux-Loges qui, contrairement aux autres, a servi dès le début du XVIIIe siècle au transport des produits de verrerie, est doublé en 1775. Il permet ensuite l'embarquement de la pierre, du calcaire de Beauce, de la chaux de ses fours, du sable, du bois et finalement du vin de la région.

### Le canal auXIXesiècle

#### Des compagnies privées à la reprise en main par l’État
Les canaux d’Orléans et du Loing deviennent propriétés nationales après la Révolution française. Ils sont cependant mal entretenus. Devant le constat de cette carence nuisant à la navigabilité des canaux, la loi du 27 nivôse an V (c'est-à-dire du 16 janvier 1797) prévoit la mise en place d’une administration chargée de la conservation des ouvrages et une possibilité d'affermage des droits, avec reversement à la République d'une partie des bénéfices. Des négociations sont lancées et, après plusieurs échecs, c’est le citoyen Bellesme qui est déclaré adjudicataire le 7 septembre 1799,.

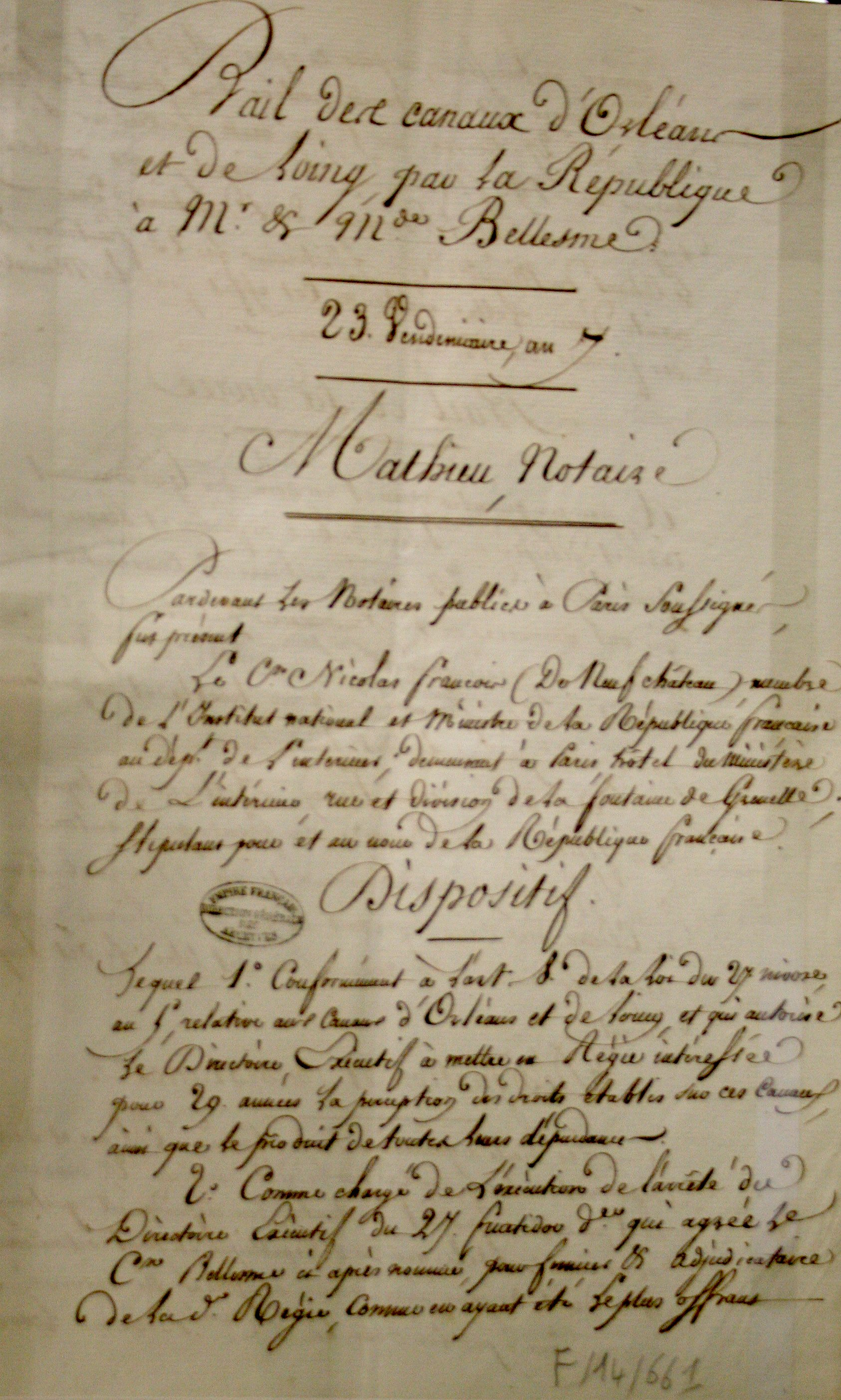
Bail du 23 vendemiaire an 7 confiant la gestion du canal d’Orléans à la famille Bellesme.

Le choix n’est pas des plus judicieux. Bellesme est en effet un ivrogne irascible et violent qui a fait de la prison et provoque de multiples incidents au point de devoir s’enfuir. La gestion des associés est tout aussi calamiteuse. Devant la situation catastrophique des canaux, un décret impérial du 1er septembre 1807 supprime au 1er octobre la régie des canaux d'Orléans, du Loing et du Centre et crée une régie des droits réunis, qui va administrer provisoirement les voies d'eau jusqu'en 1810,.
L’empereur Napoléon Ier qui s’intéresse aux transports intérieurs et particulièrement aux canaux pense que le recours au privé est la meilleure solution pour administrer ces infrastructures. La loi du 23 décembre 1809 autorise ainsi, entre autres, la vente des canaux d’Orléans et du Loing, le canal du Centre et celui de Saint-Quentin, ainsi qu’une partie du canal du Midi. Le produit de la cession devait être versé à une caisse d'amortissement pour être employé à terminer le canal Napoléon, qui rejoint le Rhin à la Saône, le canal de Bourgogne, reliant la Seine à la Saône et le Grand Canal du Nord, de l’Escaut au Rhin. En réalité, la vente consiste en fait à faire passer les ouvrages du domaine ordinaire de l'État au domaine extraordinaire, constitué grâce aux capitaux fournis par les biens acquis par voie de conquêtes ou de traités.
De 1807 à 1860, la compagnie des canaux d'Orléans et du Loing gère correctement les deux voies d'eau, mais la concurrence sévère du chemin de fer entraîne progressivement le déclin du canal. Napoléon III, un ardent promoteur de l'expansion économique, liée en particulier à cette époque à l'amélioration des échanges franco-britanniques, décide l'intervention de l'État qui se substitue alors aux compagnies qui exploitaient jusqu'ici certains canaux. L’État reprend en main la gestion du canal d'Orléans avec la loi du 1er août 1860 et la confie à l’administration des ponts et chaussées. Cette situation durera jusqu’en 1954.

#### Le plan Freycinet
Pour ce qui concerne les ouvrages d'art, le début du XIXe siècle est caractérisé par plusieurs projets de reconstruction d’écluses. Le premier concerne la reconstruction de l'écluse de Loire à Combleux, qui s’ensable périodiquement, occasionnant d’importantes gênes pour les bateaux et nécessitant des travaux de désensablement fréquents. Elle est reconstruite en 1834 aux dimensions de 30 m de longueur sur 4,5 m de largeur.
Sur le versant Seine, de 1832 à 1845, neuf écluses de 32,50 m sont reconstruites. Enfin, le décret du 17 juillet 1869, qui prévoyait la reconstruction de 16 écluses aux dimensions de 33 m × 5,20 m × 1,80 m ne reçut qu'un commencement d'exécution. Les travaux qui concernaient les 16 biefs appelés à être « élargis, curés ou rectifiés », ainsi que le tirant d'air des 32 ponts qui devait être porté à 4 m, ont connu le même sort.

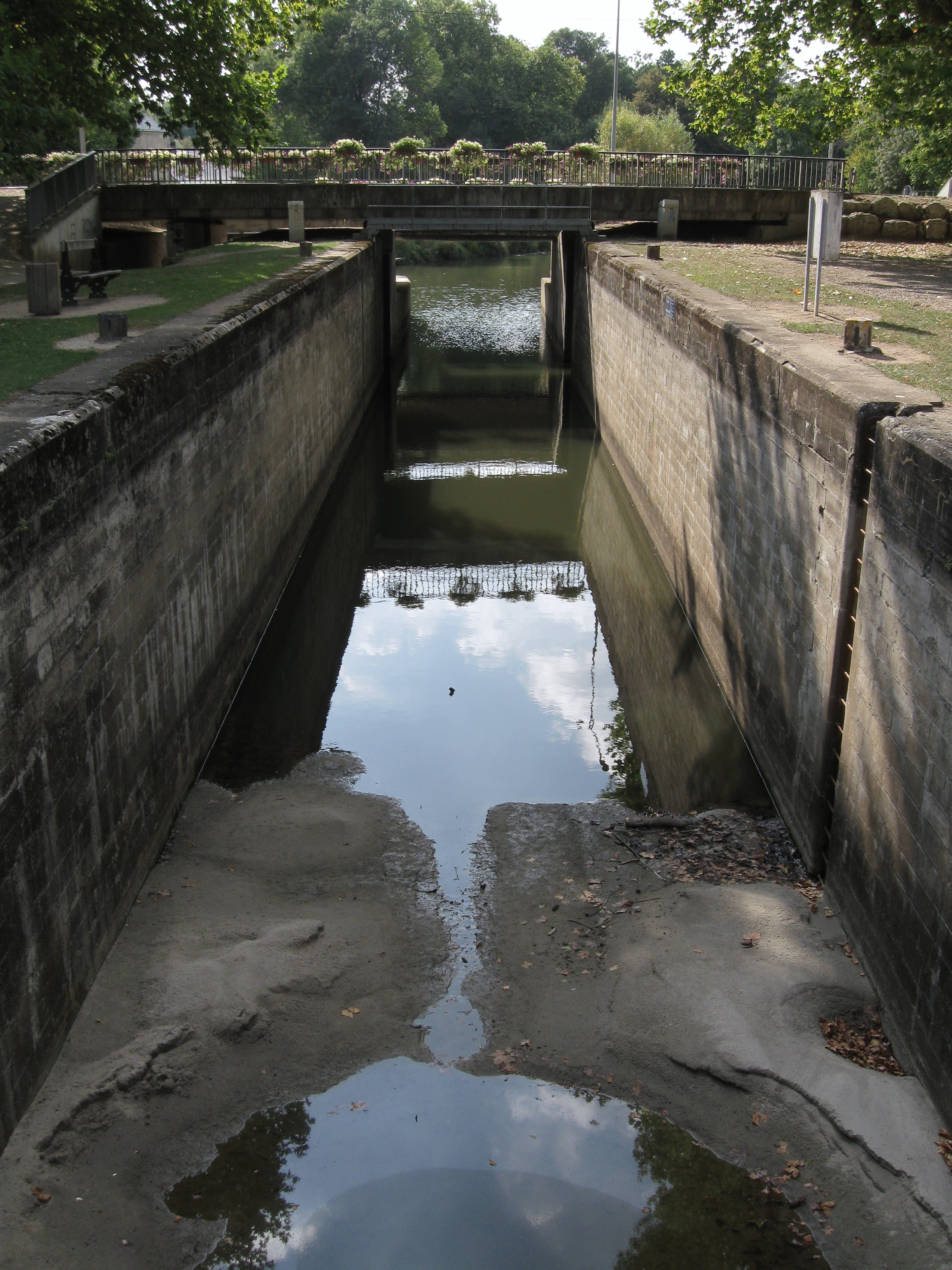
L'écluse de Mardié, reconstruite dans le cadre du plan Freycinet.

Ces travaux de remise en état, réalisés au coup par coup, ne répondent pas à un plan coordonné et n'ont pas non plus tenu compte de l'augmentation prévisible du gabarit des péniches dont certaines, dès 1850, dépassaient déjà la centaine de tonnes en charge. À tel point que des écluses, à peine terminées, devaient être reconstruites. C'est ce qui arrive à celle de Combleux. Trop petite pour laisser passer les grands chalands et dégradée par les bateaux trop larges qui la forçaient, cette écluse, qui débouchait sur un fleuve où la navigation s'ensablait, est à nouveau reconstruite en 1877 avec les dimensions recommandées par le ministre des travaux publics, soit 38,50 m × 5,20 m × 2 m.
Persuadé que les transports lourds ont encore un avenir sur les canaux, le gouvernement de la Troisième République présente un plan préparé par son ministre des Travaux publics Charles de Freycinet. Il est adopté par la Chambre des députés et le Sénat en juillet 1879, et prend le nom de plan Freycinet. Il vise à parer la menace qui pèse sur le transport fluvial de plus en plus sévèrement concurrencé par le chemin de fer.
Les écluses de Moulin-Rouge, Vitry, la Chennetière, le Gué-Girault, Fay-aux-Loges, Donnery et Mardié sont reconstruites selon les nouvelles normes. Cela n'empêche pas le trafic de continuer à décroître régulièrement, alors même que celui de Briare est en expansion, en raison du transport du charbon provenant de la Haute-Loire en direction de la capitale.

#### Trafic de marchandises auXIXesiècle

Évolution du nombre de bateaux ayant franchi le canal entre 1790 et 1954.

La navigabilité de la Loire, dont dépendait le trafic sur le canal d’Orléans, dépendait beaucoup des facteurs climatiques. La Loire n'offrait en étiage qu'un tirant d'eau d'une quarantaine de centimètres, alors que les crues pouvant survenir en n'importe quelle saison rendaient ses flots particulièrement dangereux. Au cours du XIXe siècle, plus d'une dizaine d'années de sécheresse sont signalées. Par ailleurs des hivers rudes entraînant un gel de la Loire, mais aussi du canal, ont également été signalés.
Avec des conditions favorables, le temps de remontée de la Loire en Seine est passé de 15 jours dans les années 1770 à seulement 5 à 6 vers 1830, avec un halage humain qui restait le plus fréquemment utilisé. Le halage animal permit encore de gagner du temps et, au XXe siècle, il semble que le passage des péniches s'effectuait normalement en deux jours, une journée et demie pour gagner Grignon à partir d'Orléans et une demi-journée pour effectuer le reste du trajet.
Le tarif des droits de navigation permet de connaître la nature des marchandises qui étaient susceptibles de transiter sur les trois canaux au début du XIXe siècle : quelque 300 marchandises différentes sont réparties en près de 200 articles. Ces tarifs ne traduisent toutefois pas les volumes transportés.
Étaient ainsi transportés des céréales et des produits agricoles variés, dont les cires, les beurres et fromages, les fruits secs ou frais, ainsi que des arbres. Les produits artisanaux ou industriels étaient également convoyés ainsi que des matériaux à transformer (fer, plomb, cuivre, étains) et naturellement du bois d'œuvre et de construction. Beaucoup de produits ont par contre disparu depuis longtemps de la vie courante, mais ont fait l'objet jadis d'un commerce, comme l'alun (utilisé pour le travail des peaux et dans la papeterie), les cendres (pour la lessive), le cornouiller (pour les verges des fouets), la garance, le roucou et le sumac (utilisés tous trois comme colorants), la poudrette (un engrais),.
Ce sont toutefois le vin et le bois de chauffage qui ont, de très loin, été le plus transportés. Hubert Pinsseau a calculé que, de l'an VII (1798-1799) à 1837, 13 550 000 hectolitres de vin ont transité par le canal d'Orléans, soit plus de 300 000 hectolitres par an, acheminés dans plus de 700 bateaux. Cette prédominance du vin s’explique par l’importance des liens entre les marchands de vin parisiens et les marchands voituriers par eau d’Orléans et surtout ceux de Saint-Marceau. Ces entrepreneurs de transport possèdent parfois leurs propres vignes et font eux-mêmes commerce de vins.
Pour la même période, 2 800 000 tonnes de charbon de bois et de lignites ont été transportées dans 56 146 bateaux.
On note encore du blé et d'autres grains, du sel en assez grande quantité et 38 bascules de poisson (sorte de bateau vivier). L'impressionnante quantité de sel signalée par Pinsseau (68 758 kilolitres) représentant au moins 1 500 bateaux de l'époque, serait due aux effets du blocus continental qui ne permettait plus l'approvisionnement de la capitale et du Centre-Est que par la Loire et le canal d’Orléans.

#### Concurrence de la navigation à vapeur et du chemin de fer
Le développement de la navigation à vapeur entraîne les premiers signes de déclin du trafic de marchandises sur la Loire et donc sur le canal d’Orléans. Elle établit la suprématie des fleuves à débit régulier, et supprime, en particulier, les inconvénients résultant des sinuosités de la Seine entre Paris et la mer. Faute d'un tirant d'eau toujours suffisant, il est impossible d'établir ce mode de navigation sur la Loire de Nantes à Orléans, qui devient dès lors en arrière des villes rivales.

Cartes comparatives du transport de marchandises vers la capitale à la fin du règne de Louis XIV (navigation à voile sur la Loire) et en 1838 (navigation à vapeur sur la Seine à partir de Rouen).

Par la Seine, les marchandises se rendent du Havre à Paris toujours à jour fixe, sans déchets ni coulage. Sur la Loire, elles y restent des saisons entières, occasionnant d’importantes pertes et l'impossibilité de renouveler les approvisionnements. En outre, lorsqu’elles peuvent être acheminées, des encombrements de marchandises apparaissent car c’est le volume de quatre à cinq mois qui doit alors être véhiculé. Dès 1832 des sucres sont expédiés du port de Nantes à celui du Havre pour ensuite remonter le cours de la Seine ; ce nouveau trajet entraîne la disparition des entrepôts de sucre d’Orléans.
Le chemin de fer apporte un coup de frein encore plus brutal. Dès 1847, on enregistre une première chute dans le trafic. Ce sont les marchandises peu encombrantes ou périssables qui sont d’abord accaparées. En 1870 et en un peu plus de 20 ans, la voie d'eau reliant la Loire à la Seine avait perdu la presque totalité du transport des produits légers ou de consommation courante, véhiculée directement de Nantes, Tours ou Orléans jusqu'à Paris.
Sur le canal, le trafic tombe alors à 63 000 tonnes transportées par 2 360 bateaux. Une remontée du tonnage, irrégulière, s'esquisse ensuite pour s'effondrer en 1880. On peut voir dans ce sursaut les effets du plan de modernisation de 1869, qui permettait à des péniches chargées de 80 tonnes de franchir enfin la voie d'eau.
À cette époque, sauf pour certains matériaux de construction comme le sable de Loire, le sens du transport commençait à s'inverser : la priorité n'était plus aux produits du val de Loire ou de l'Ouest du pays. Or, ces derniers ne représentaient pas un gros marché pour les produits industriels de la région parisienne. Cependant, une stabilité relative s'installe jusqu'en 1910, ce qui justifie la création des stations de pompage du versant Loire et le prolongement du canal jusqu'à Orléans.
Pendant ce temps, le canal de Briare est favorisé par son raccordement direct avec le canal latéral à la Loire, permettant l’acheminement du charbon de terre, de plus en plus utilisé, en provenance du Massif central. Son trafic passe de 200 000 tonnes en 1830 à 570 000 tonnes en 1888 et 1 650 000 tonnes en 1913.

### Le canal auXXesiècle
Alors que le trafic a fortement chuté à la fin du XIXe siècle et qu'il paraît inéluctable que le chemin de fer continue à prendre le dessus sur les canaux, et particulièrement sur le canal d’Orléans du fait de la faible capacité de ses écluses, des travaux vont être entrepris. D’abord la construction d’une usine électrique pour améliorer l’alimentation en eau et ensuite le prolongement du canal jusqu’à Orléans.

#### L'usine électrique de Fay-aux-Loges

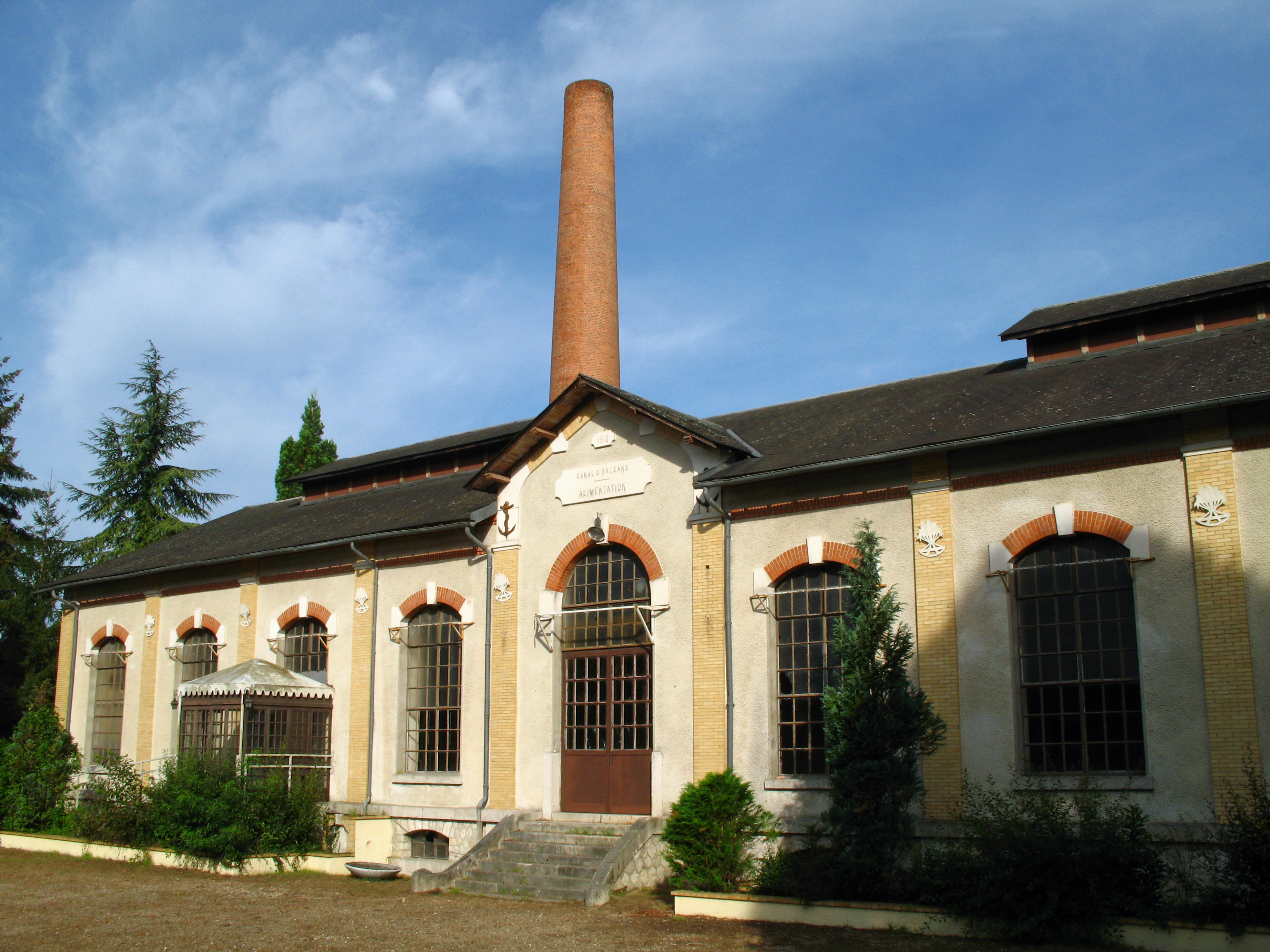
Usine d'alimentation du canal d'Orléans.

Pour pallier les déficits en eau du canal à certaines périodes (dites de chômage), il est décidé au début du XXe siècle de procéder à la réalimentation artificielle du canal par pompage dans la Loire à Combleux. Une centrale à charbon permettant d'alimenter en courant électrique onze stations de pompage installées aux écluses du versant Loire est construite à Fay-aux-Loges de 1908 à 1912. Une douzième station, au pied de la digue de l'étang de la Vallée, permet de remonter l'eau dans celui-ci quand le Grand-Bief est bien rempli.
L'ensemble, qui a coûté un million de francs, est utilisé une centaine de jours par an, et permet d'allonger sensiblement la période de navigation. Cependant devant la très forte chute du trafic et au regard des frais de fonctionnement de l’équipement, la centrale est arrêtée en 1922, après seulement dix ans d'exploitation.

#### Le prolongement du canal jusqu'à Orléans

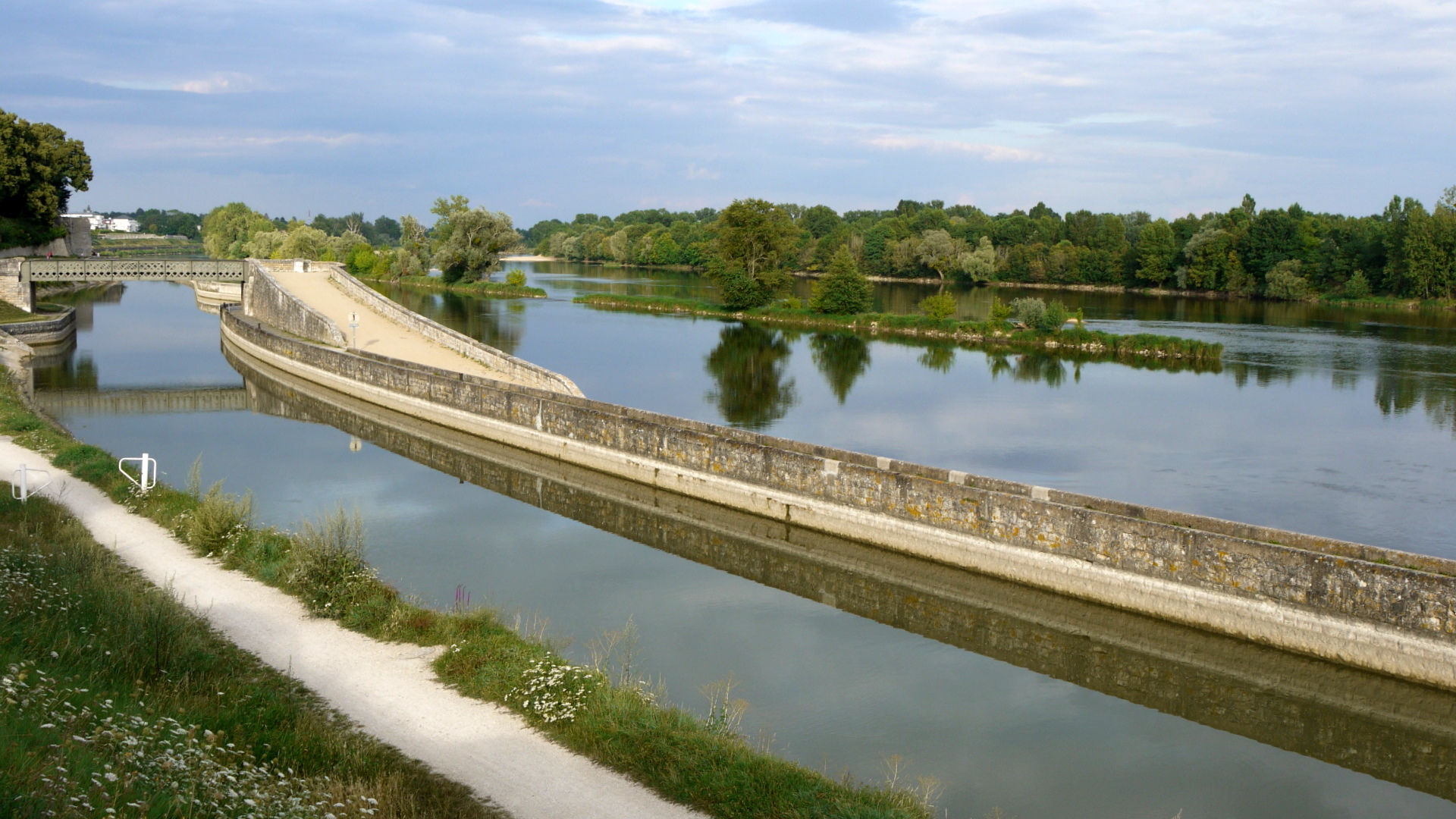
Vue du bief de Saint-Jean-de-Braye, prolongement du canal entre Combleux et Orléans, longeant la Loire.

À la suite des plaintes des mariniers sur l’embouchure du canal à Combleux, loin du port d'Orléans, les contraignant à des manœuvres difficiles, une étude du prolongement du canal avait été faite dès 1788. Plusieurs projets furent ensuite envisagés au XIXe siècle, d’abord à partir de l’écluse de Fay-aux-Loges, puis latéralement à la Loire. Soutenu par la chambre de commerce d'Orléans, le projet rencontra une forte opposition au sein du conseil municipal d’Orléans, mais finalement un arrêté préfectoral daté du 16 mars 1885 autorisa les études préliminaires d'un projet chiffré à 5 millions de francs.
L’extension du canal est programmée par l’État via la loi du 22 décembre 1903 avec une participation de 2 millions pour l'État, et d'un million pour, respectivement, le département et la ville d’Orléans. La déclaration d'utilité publique est prononcée le 13 avril 1907. Les travaux, commencés en 1908 et prévus pour être terminés fin 1911, connaissent des difficultés puis sont stoppés par la Première Guerre mondiale. L'ouvrage est finalement achevé en août 1920. L'ensemble aura alors coûté près du double de ce qui avait été prévu initialement. Le bief présente la particularité d'être latéral à la Loire et en est séparé par un mur qui s’avérera ultérieurement fragile.
La nouvelle section est inaugurée le 3 juillet 1921 sous la présidence d'Yves Le Trocquer, ministre des Travaux publics. Dans le discours inaugural, l’idée de construire un canal latéral jusqu'à la Maine à la hauteur d'Angers est évoquée, pour établir une liaison directe avec les canaux du Centre, de l'Est et de l'Europe centrale, en décalage complet avec la nouvelle organisation des transports en place. Le trajet devait utiliser la Loire jusqu'à l'embouchure du Loiret, en aval, puis traverser vers le sud, jusqu'à Tours. De là, par le canal vers le Cher navigable, jusqu'à son embouchure, puis à nouveau au nord, jusqu'à la Maine. Le trajet envisagé est visible sur une carte présentée à la Chambre de Commerce du Loiret, à Orléans.

#### La fin de la navigation commerciale
Le défaut d’entretien du canal contribue à ralentir encore plus le trafic de marchandises. Selon Henri Brunet, qui navigua jusqu'en 1941 sur le Mousqueton, l’enfoncement était alors limité à 1,10 m sur le canal d'Orléans et encore raclait-on le fond par endroits, alors qu’une péniche de 220 tonnes devait s’enfoncer de 1,80 m. Les chargements ne dépassaient donc guère 120 tonnes et le fret se limitait au sable de Loire vers Montargis, au ciment de Beffes (au sud de Sancerre), aux tuiles, briques, boisseaux et bois d'œuvre remontant en direction d'Orléans. Il fallait un jour et demi à une dizaine d'hommes pour effectuer la manutention de chargement. Tractée par deux mulets, la péniche franchissait le canal en trois jours et demi, à une vitesse horaire comprise entre deux et trois kilomètres à l'heure. Les essais de passage de bateaux à hélice se sont par ailleurs soldés par des échecs : le bâtard La Paix, en difficulté avec les herbes aquatiques et les nénuphars, n'a tenté qu'une traversée.
Le trafic du port d'Orléans n'atteignait plus 10 000 tonnes annuelles depuis 1925. Le transport automobile, à partir des années 1930, accentua encore le déclin du canal, où ne transitèrent que 2 000 tonnes en 1952. Le dernier à emprunter le canal fut le berrichon du marinier Sourdille qui travaillait exclusivement pour l'entreprise Perron. Son dernier voyage eut lieu en 1954, juste avant le déclassement.
Finalement, l'État prononce le déclassement du canal de l'écluse de Loire à Combleux jusqu'à celle de la Folie, près de Châlette-sur-Loing, par un décret en date du 12 novembre 1954.

#### La piscine du quai de Fort Alleaume
Le canal d'Orléans avait été endommagé lors de la Seconde Guerre mondiale, en particulier à l'amont du pont ferroviaire de Vierzon à Orléans. Le 7 octobre 1949, une délibération du Conseil général du Loiret approuva l'idée d'utiliser le canal pour l'installation d'un bassin de natation de 25 m de long sur 16 m de large, dimension qui correspondait à la largeur du canal. Cette piscine, située à la hauteur de la propriété de la Motte-Sanguin, fut édifiée au cours des années 1950. Pour l'alimenter, on utilisa dans un premier temps les eaux de la Loire, puis, dans un souci d'hygiène, l'eau de la ville fut utilisée. Cette piscine a été ouverte jusqu’à la construction du pont René-Thinat en 1976.
La partie du canal située entre le pont de Vierzon et le restaurant le « Cabinet Vert » fut, au cours des années 1950 et 1960, progressivement comblée. C'est ainsi que fut aménagé le parking de la société Bril en 1963, puis le parking réservé aux poids lourds du quai du Roi en 1967, suivi de la promenade jusqu'au « Cabinet Vert », sur une longueur de 832 m.

#### L'abandon du canal par l'État
À compter de son déclassement, les services de l'État se désintéressent de l’ouvrage en en confiant la gestion à une association privée, l'association de gestion du canal d'Orléans (A.G.C.O.), et allouant une modeste subvention de 3 000 francs au département du Loiret pour l'exécution des travaux d'entretien des ouvrages permettant le franchissement public du canal. En négligeant l’entretien du système hydraulique (étangs, rigoles, fond du canal, ouvrages), celui-ci ne peut que péricliter.
Dès 1960, le président du conseil général en exercice, Claude Lemaître-Basset, alerte l'assemblée départementale sur le rôle essentiel de l'ancienne voie d'eau et son état déclinant. Mais il faudra attendre 1975 pour que l’on constate que les statuts de l’association sont inadaptés pour entreprendre des travaux lourds, désormais nécessaires. La remise en état du canal, au moins pour la partie hydraulique, est examinée sérieusement pour la première fois en 1976 grâce à un rapport technique de la société civile d'études pour l'équipement rural et urbain (S.C.E.R.U.). Celle-ci estimait à 5 millions de francs les travaux urgents à entreprendre et à 2 770 000 francs ceux de seconde urgence.
Une nouvelle structure, le syndicat mixte de gestion du canal d'Orléans et de ses annexes, réunissant le département et les communes intéressées par ce domaine, est créée le 7 juillet 1978. Elle a pour objet la gestion, la promotion et l'animation de l'ensemble du domaine du canal et est dotée d'une subvention exceptionnelle de fonctionnement de 150 000 francs, portée à 350 000 en 1979.

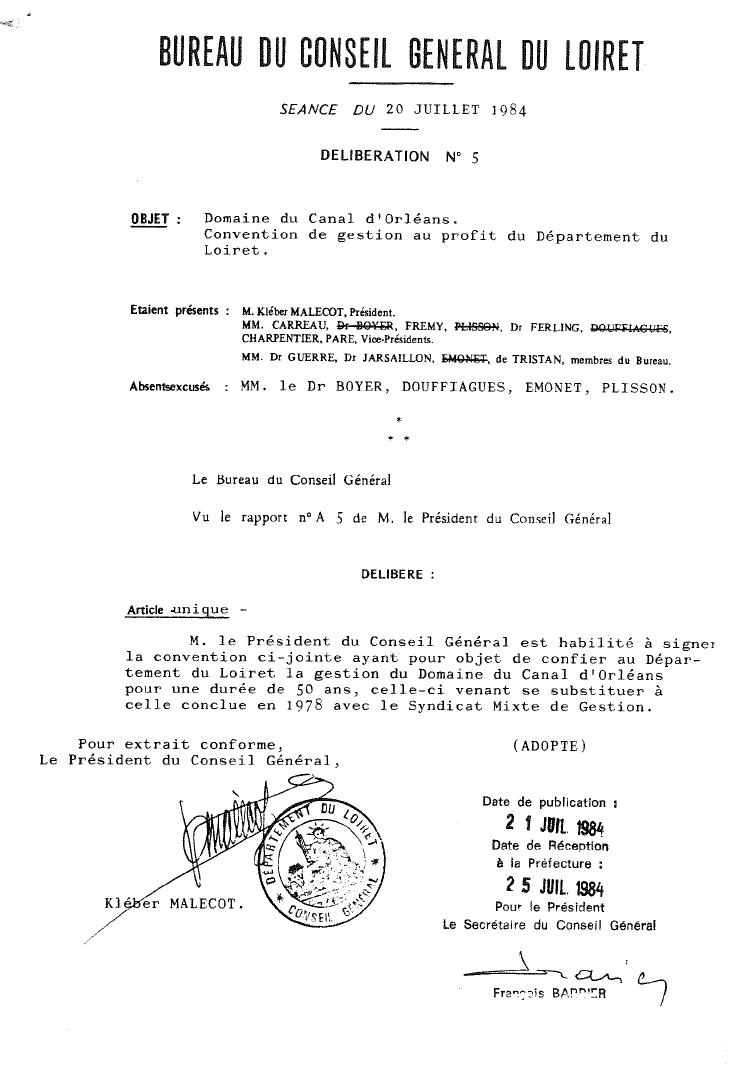
Fac-simile de la délibération du 20 juillet 1984 autorisant le Président du Conseil général à signer la convention confiant la gestion du canal d’Orléans pour 50 ans au Département.

Une convention bail du 22 novembre 1978 entre l’État et cette nouvelle structure lui transfère formellement l'entretien et les travaux de remise en état, avec l’aide des subventions du département et de l'établissement public régional. Mais les dégradations du canal sont plus importantes que prévu et de graves désordres apparaissent dès 1979 sur la commune de Châtenoy, occasionnant des inondations des propriétés riveraines. Après une réparation d’urgence, le coût global des travaux sur le canal est à nouveau abordé. Son montant est alors chiffré à plus de 7 millions de francs.

#### La reprise par le Département
En 1980, le préfet suggère au département l'acquisition du domaine du canal pour un franc symbolique. Cette proposition n’est alors pas retenue par l'assemblée départementale qui conserve encore l'espoir de voir abonder les crédits de l'État et ceux de l'établissement public régional.
Devant l’accumulation et l’importance des subventions qu’il est contraint de voter en 1982, 1983 et 1984, et constatant que le syndicat n’est pas en mesure de faire face techniquement à l’ampleur de la tâche, le département décide de prendre en charge le pilotage de l’ensemble des travaux d’investissements. Une convention est signée entre l’État et le département le 28 décembre 1984 confiant pour 50 ans au département la gestion du domaine du canal. Parallèlement le conseil général conclut avec le syndicat une nouvelle convention ne laissant à ce dernier que la gestion courante, pour une période de huit ans, courant de 1985 à 1993. Cette convention sera ensuite renouvelée sur les mêmes bases.
Depuis 1985, le département, maître d'ouvrage, a, en plus de la restauration des berges, de l'établissement d'une piste piétonnière et de la remise en état de plusieurs écluses, mis en service deux campings dont il a confié la gestion au syndicat mixte : le camping de l’étang de la Vallée à Vitry-aux-Loges, et le camping de l’étang des Bois à Vieilles-Maisons-sur-Joudry.
Après des négociations entamées en 2018, le département devient finalement propriétaire du canal en novembre 2021.

## Vie sur le canal

### Éclusiers et hommes d’entretien

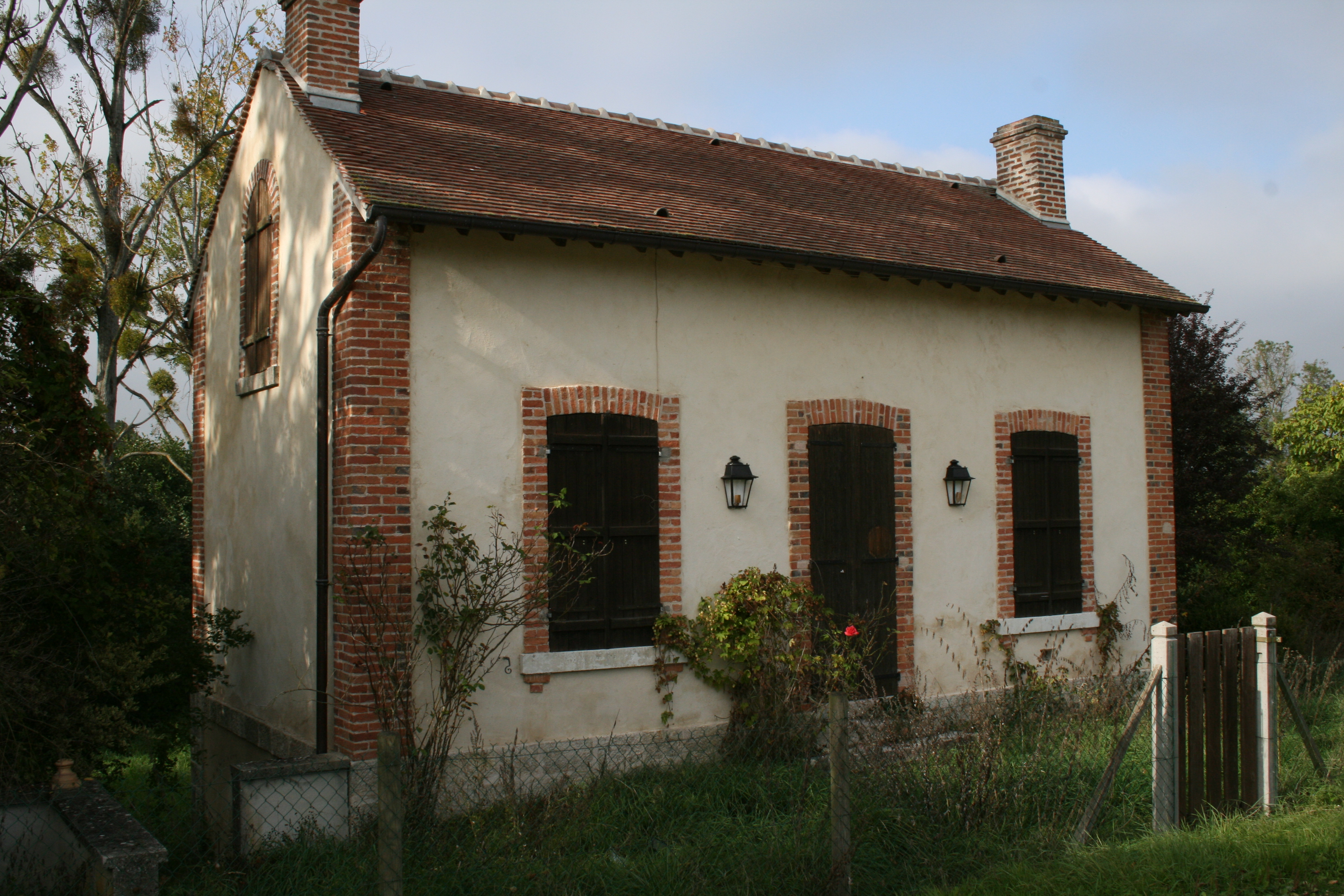
Maison éclusière - bief du Hateau.

Les éclusiers (et éclusières) étaient chargés de faciliter le passage des embarcations fréquentant les biefs : cinq à vingt par jour dans les deux sens pendant la période faste et durant dix mois, entre le début octobre et fin juillet, mais de jour seulement. En général c’était la femme qui assurait la manœuvre des mécanismes : fermeture et ouverture des portes, écoulement de l'eau par les vannes, vantelles et aqueducs. Le mari tenait quant à lui le plus souvent un poste de cantonnier et était chargé de l’entretien d’un « canton », section du canal plus ou moins longue selon la nature des tâches à exécuter. Il s’agissait souvent d’anciens artisans pouvant se charger de l'entretien du canal, comme des tailleurs de pierre et des charpentiers en particulier.

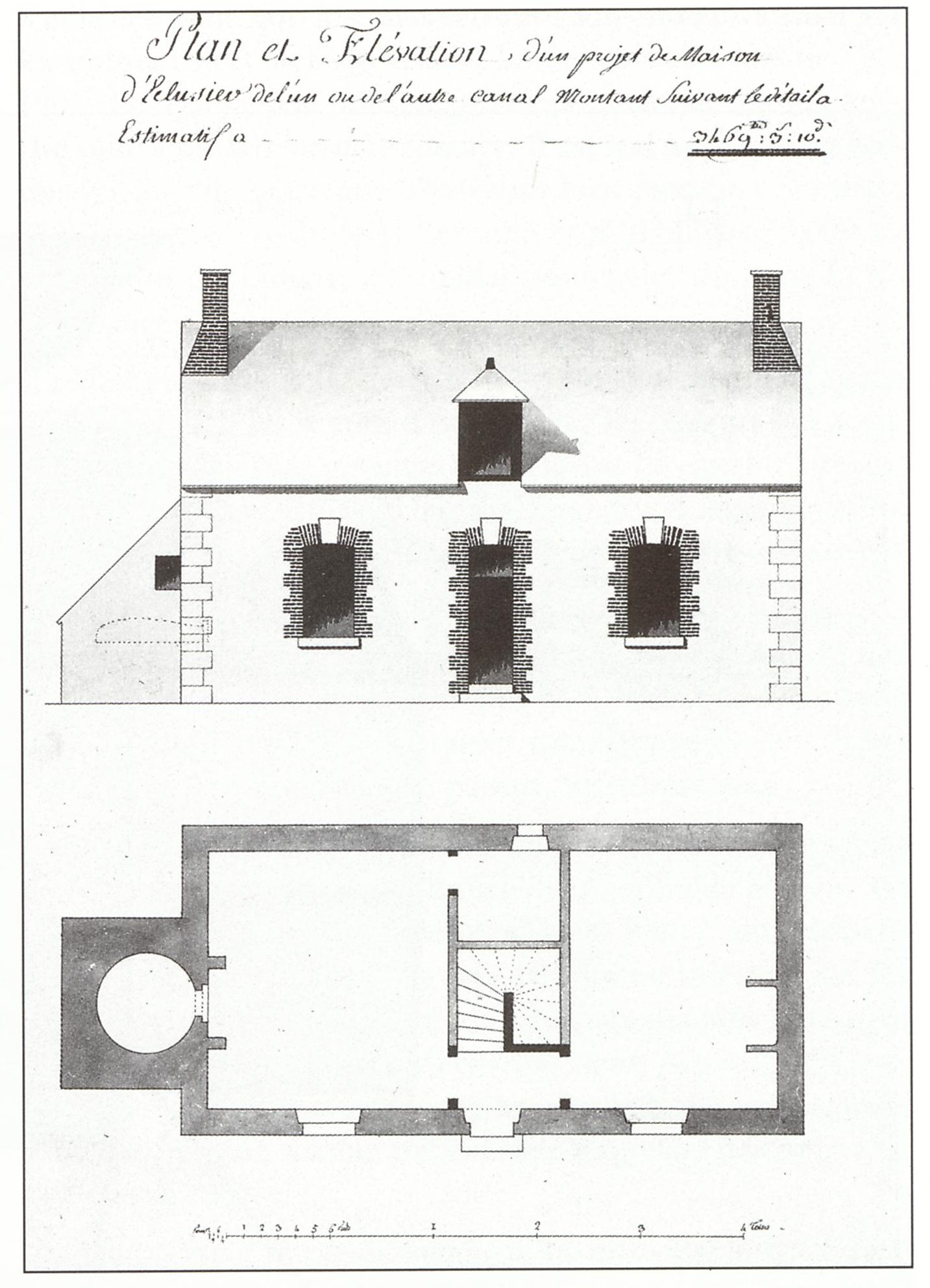
Plan de maison éclusière.

Le ménage vivait dans une maison éclusière, dont le plan était sensiblement le même pour toutes les habitations. Elles comprenaient une grande cuisine, une ou deux chambres, un grand grenier et des dépendances en appentis. Cela représentait un certain confort, en regard de la seule pièce à feu dont devaient se contenter la plupart des ménages à la fin de l'Ancien Régime.
Si les premiers éclusiers étaient des personnages reconnus, les derniers semblent avoir été des plus modestes, car le salaire accordé par les Ponts et Chaussées n'a pas suivi l'inflation liée à la Première Guerre mondiale. Le mari était toujours cantonnier employé à l'entretien du canal et chargé du colmatage des brèches, du fauchage, de la dératisation, du fonctionnement des mécanismes et de l'étanchéité des portes et des vannes.
Avec le projet de réouverture du canal à la navigation dans les années 2020, se pose le mode de fonctionnement des écluses, qui pourraient être automatisées, et manœuvrées par les plaisanciers.

### Mariniers

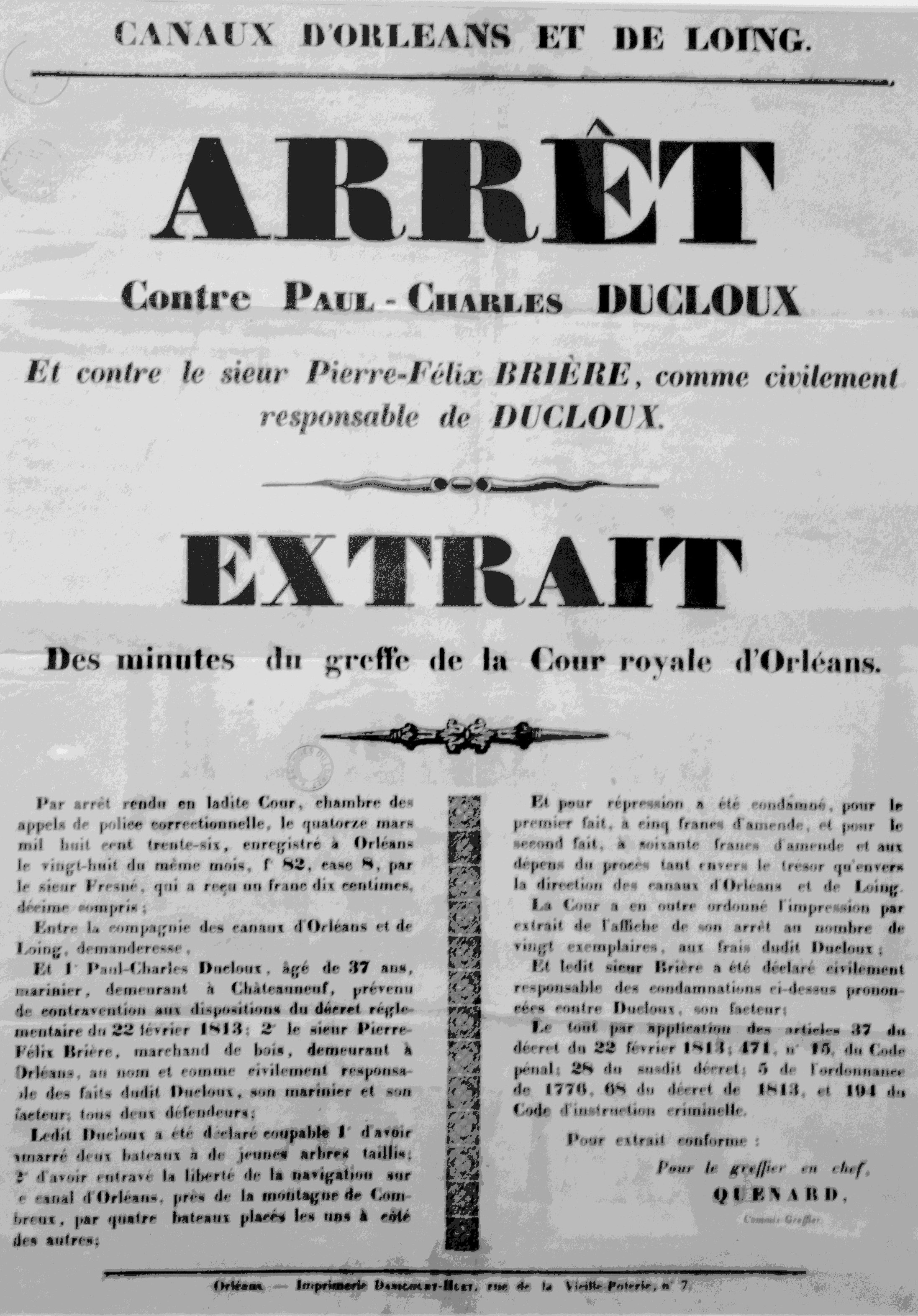
Arrêt à l'encontre d'un marinier ayant entravé la libre circulation sur le canal.

Les mariniers du canal d’Orléans étaient souvent recrutés parmi ceux qui naviguaient sur la Loire. Il s’agissait de personnages indépendants, hauts en couleur et grands amateurs de vin. Hubert Pinsseau décrit « leurs manières violentes, leur cacophonie verbale et leur vie quelque peu marginale ». L'iconographie du début du siècle les présenterait toutefois plutôt comme de bons pères de famille, nombreuse parfois, dont les enfants ne pouvaient guère fréquenter l'école.
Ils recevaient les commandes de transport des marchands. Propriétaires des embarcations, ils pouvaient en être le patron ou s'adresser à ceux qui naviguaient pour leur compte. Ces patrons dirigeaient les compagnons mariniers établis à Orléans et à Montargis, puis à Combleux à l'embouchure du canal. Les mariniers se louaient pour la traversée de Loire en Seine. Ils étaient payés soit au forfait, soit au temps passé. Lorsque le bateau ne remontait pas vers Orléans, ce qui était très fréquent au cours du XVIIIe siècle, il leur fallait revenir à pied jusqu'au point de départ. Les compagnons étaient nourris à bord par le maître marinier et si les denrées étaient rationnées, le vin et la bouette étaient fournis à discrétion.
Les mariniers du canal au XIXe siècle ont lentement évolué vers le statut de petits propriétaires d'un ou deux bateaux naviguant entre Orléans, Paris, Digoin et sur le canal de Berry pour ceux de faible largeur. Ils ont à transporter un fret de moins en moins hétéroclite et, sur la fin, de plus en plus restreint aux produits lourds qui leur étaient affectés par les bourses d'affrètement. Les derniers ont tenu jusqu'après la Seconde Guerre mondiale. Ceux qui sont restés, sauf un, ont finalement disparu quelques années avant le déclassement.
La marine de Loire connaît un renouveau au début du XXIe siècle avec un soutien des collectivités pour réaffirmer l'ancrage culturel ligérien du département. Toutefois il faudra attendre la réouverture du canal à la navigation pour voir à nouveau des mariniers sur celui-ci, orientés bien entendu vers l'activité de tourisme et non de transport de marchandises.

### Haleurs

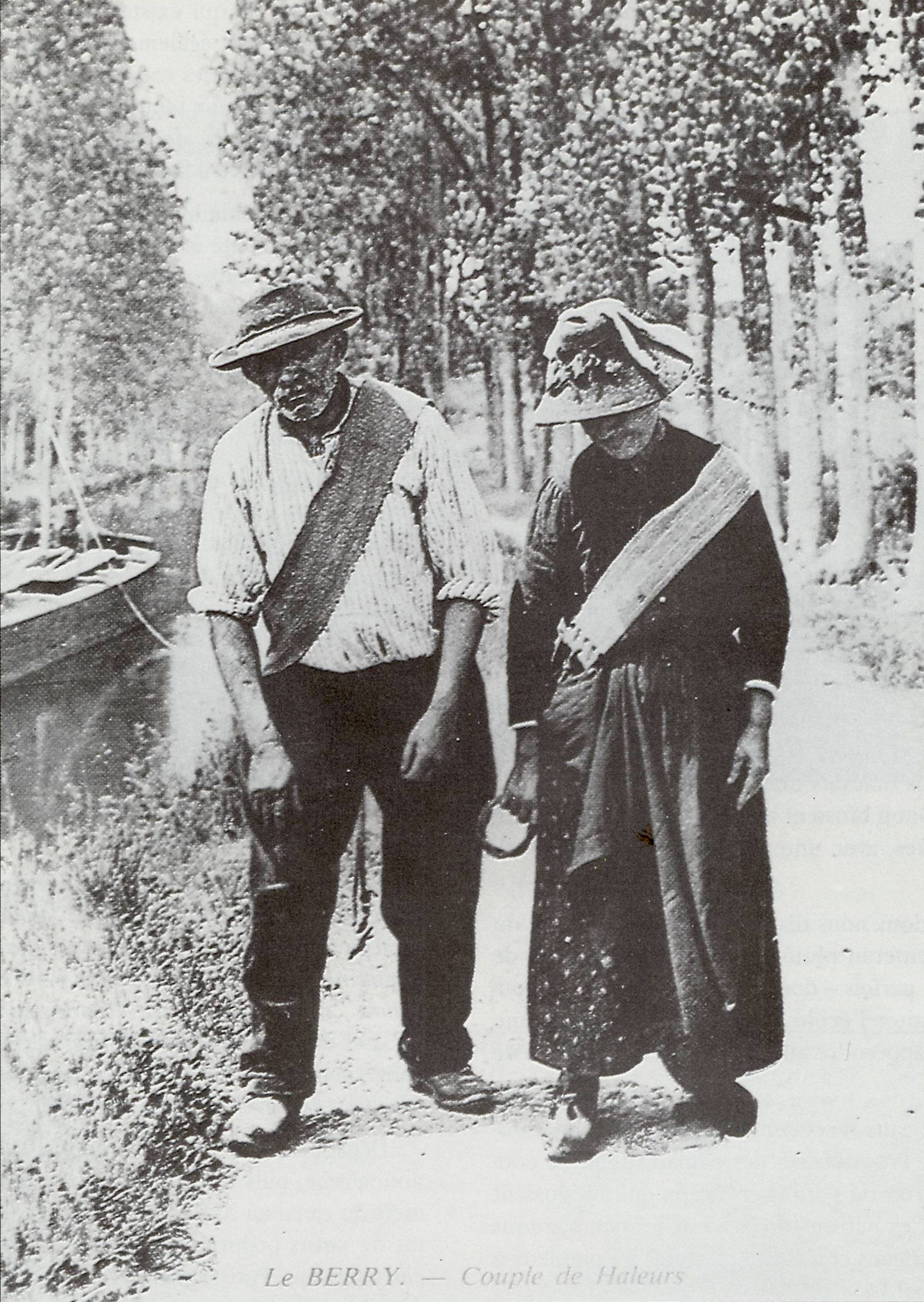
Couples de haleurs tractant une péniche.

Sans moteurs et sans voile, les bateaux remontaient le canal tractés à col d’homme par des haleurs. Si les haleurs de Loire accomplissaient un vrai travail de forçat car, en l’absence de chemins de rives permanents ils tractaient souvent les pieds dans l'eau et, à la remonte, ils devaient lutter parfois énergiquement contre le courant, cela était moins le cas pour les haleurs du canal d’Orléans. L'ébranlement du bateau, la marche contre le vent ou le courant du canal en petite crue n'étaient toutefois pas de tout repos et étaient faits par au moins deux haleurs. Le règlement imposait que l'un des deux haleurs ait plus de 15 ans, l'autre de plus de 25. Pour les embarcations les plus importantes, chaque fois que les deux rives le permettaient, on trouvait un haleur sur chaque berge, ce qui a longtemps dispensé les bateaux de gouvernail et de pilote.
Le halage permettait de tracter des bateaux de 40 à 60 tonnes à une vitesse voisine de deux kilomètres par heure. Les hommes portaient une sorte de sangle appelée « las » reliée à l'embarcation par une corde ou « verdon » de 60 brasses de long (environ 100 m) et retenue en son milieu par une cheville fixée au bateau. En 1825, un haleur gagnait 20 à 24 francs pour un passage de Loire en Seine, soit pour un trajet de 120 kilomètres effectué en 7 jours et 10 à 12 francs pour une traction de Combleux à Buges réalisée en 4 jours, correspondant au salaire perçu alors par un ouvrier qualifié.
En 1842, un arrêté du Préfet du Loiret autorise le halage par chevaux sur les canaux, à la fois pour accélérer le transit et pour mettre fin à des conditions de travail considérées comme trop pénibles. Ce sont les bourricots d'Algérie, et non les chevaux, trop nerveux, qui éliminent peu à peu le halage humain, sauf pour de courts trajets.

## Les bateaux du canal
Une description précise des bateaux ayant fréquenté le canal d'Orléans est difficile car d’une part il en existe peu de représentations, d’autre part jusqu'au milieu du XIXe siècle huit embarcations sur dix ont terminé leur vie à la fin du premier voyage « déchirées », c'est-à-dire détruites, car n'ayant pas de fret de retour à embarquer, leur rapatriement coûtait plus cher qu'une construction sommaire réalisée en matériaux de qualité ordinaire. Enfin les états des droits de navigation mentionnaient la marchandise transportée, mais pas la nature du bateau, excepté en ce qui concerne les poissons qui étaient transportés dans des bateaux spécifiques permettant de les maintenir vivants, les bascules à poissons.

### Les bateaux de la Loire
L'ouverture du canal permit très certainement aux bateaux de Loire de gagner la capitale. Leurs dimensions étaient variables : de 22 à 30 m de longueur sur 3 à 4 m de largeur, pour 1,20 m de hauteur. Ce qui donne une fourchette de 25 à 30 tonnes de charge utile pour un poids à vide de 5 à 10 tonnes. Au cours des années, les chalands de Loire évoluèrent vers le chaland moderne et le gabarot, sorte de péniche encore mue à la voile sur le fleuve.
Le tableau arrière plat et vertical permit le remplacement de la piautre, grand gouvernail des bateaux de Loire, par un gouvernail droit à ferrures plus léger et aussi efficace. Le treuil céda la place à des engrenages mécaniques, permettant plus facilement l'abattage du mât. Une étrave avant remplaça la levée et une cabane autorisant la vie à bord prit toute la place de la partie arrière. On en arriva ainsi au bateau nantais qui fut certainement une des premières péniches à franchir le canal d'Orléans vers le milieu du XIXe siècle.

### Autres embarcations
Conçu initialement pour desservir la capitale à partir de la Basse-Loire, le canal d'Orléans a donc été fréquenté pendant près de deux siècles à peu près uniquement par des bateaux issus de l'Anjou et de la région nantaise, des bateaux souvent solides et qui effectuaient le retour quand ils pouvaient charger du fret ou revenir prendre une cargaison. Dès que le trafic commença à s'inverser, de nouveaux bateaux apparurent, en provenance par exemple de la navigation de l'Yonne et du Centre.
Afin de transporter plus de marchandises légères (charbon de bois ou poteries), les mariniers maintenaient leur cargaison par des ridelles de branchages. Sur ces premières péniches, apparaît une cabine arrière très enfoncée qui occupe toute la largeur, mais pas encore de cabane centrale pour les animaux, car la traction s'effectuait toujours à peu près entièrement à « col d'homme ».
Ces bateaux furent remplacés rapidement par des flûtes berrichonnes, à l'entrave droite renforcée par des « moustaches » caractéristiques et un arrière plat qui conserva les deux raquettes directionnelles, pouvant être rabattues l'une sur l'autre ou démontées en cas de besoin. Longues de 27,50 m, larges de 2,60 m, les péniches berrichonnes pouvaient accepter 1,50 à 1,80 m d'enfoncement. Ce qui leur permettait de transporter jusqu'à 120 tonnes de marchandises. Ces bateaux sont certainement ceux qui ont le plus fréquenté le canal après 1880.

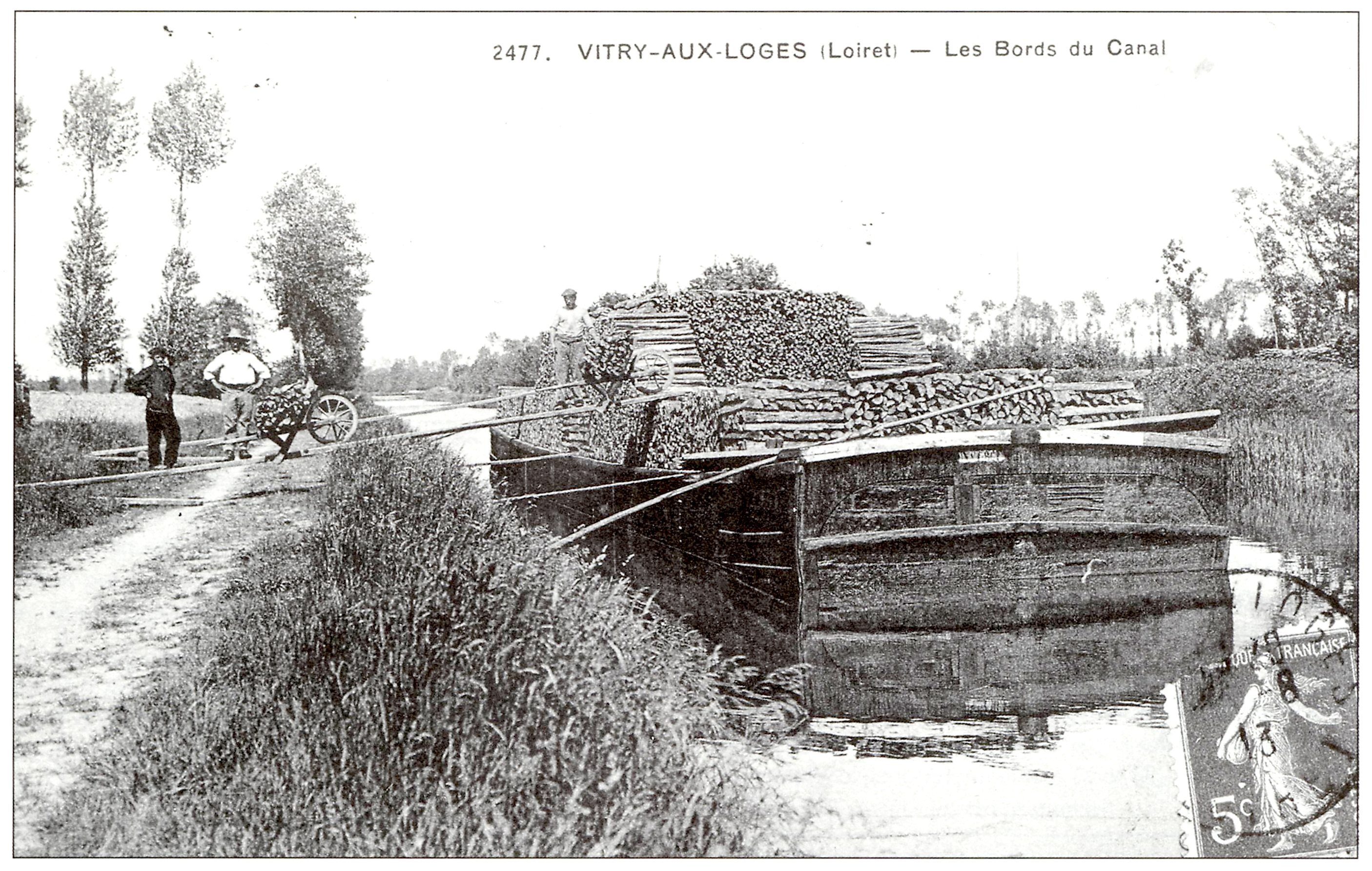
Batard nivernais. Embarcation pouvant transporter 120 tonnes de marchandises

Les cartes postales de la première moitié du XXe siècle représentent aussi un certain nombre de bateaux ayant évolué à partir de la flûte bourguignonne et qui ont pu arriver jusqu'au canal d'Orléans, après la construction du pont-canal de Briare. Ces péniches, longues de 30 mètres en raison des dimensions des écluses du versant Seine, avec une largeur de 5,08 m, pouvaient transporter jusqu'à 150 tonnes avec un enfoncement de moins de 1,10 mètre. Aucun de ces bateaux ne paraît avoir été motorisé ou muni d'une timonerie.
Pour revaloriser le patrimoine de batellerie, la maison des loisirs et de la culture de Vieilles-Maisons-sur-Joudry s’est engagée en 2007 dans un travail de mémoire pour rappeler l’histoire locale de la navigation et a entrepris en 2010 la construction d’une flûte berrichonne, ainsi que de un ou plusieurs « bachots », petites barques de 4,5 mètres de long. La mise en eau est prévue en 2012,,.

### Les bateaux-promenades

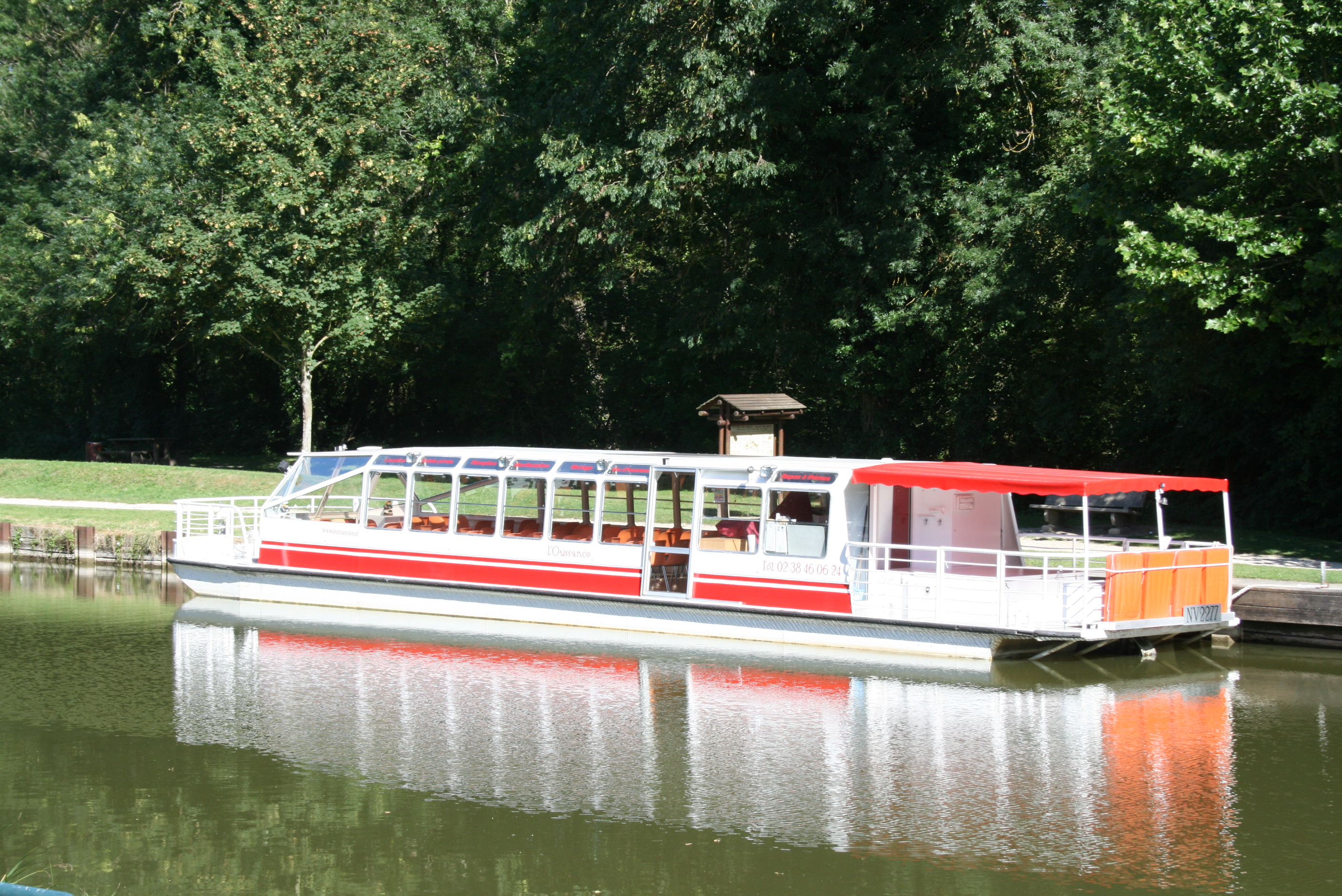
Bateau-promenade l'Oussance

En 1990, le Syndicat Mixte de gestion du canal d'Orléans fait l'acquisition d'un bateau-promenade, l’Oussance, permettant d’accueillir 100 places. Des croisières de deux heures et demie sont proposées entre Fay-aux-Loges et Combleux,. En 2020, « L’Oussance » est revendu pour être exploité dans le département de la Charente.
Depuis 2009, un nouveau bateau-promenade, l’ANCO (Association pour la valorisation du patrimoine, du tourisme et de la Navigation sur le Canal d’Orléans), propose des circuits entre Combleux et Chécy. Il s’agit d’un petit bateau électrique pouvant accueillir huit passagers.
La ville de Châlette-sur-Loing dispose également d’un bateau-promenade municipal, le Ville de Châlette (1 643 personnes transportées en 2003) qui propose des croisières de deux heures à une journée sur le canal du Loing. Ce bateau devrait pouvoir emprunter le canal d’Orléans après réhabilitation.

## Les ouvrages
Plusieurs types d'ouvrages sont associés au canal, il s'agit principalement des réalisations liées au système d'alimentation en eau du canal, des écluses, des ports et des ponts.

### L'alimentation en eau du canal
Le canal d’Orléans est alimenté en eau par des étangs et des rigoles situés en amont et par certains cours d’eau qui l’alimentent directement ou dont le lit a été emprunté pour creuser le canal. Celui-ci a en fait toujours connu des problèmes d’alimentation en eau, dus pour partie à la variabilité des apports, mais aussi à d’importantes pertes et, contrairement à ce que pensaient les constructeurs, aussi à une insuffisante réserve de capacité. Le tout est aggravé par un rapport précipitations/évapotranspiration de 0,50 sur le canal d’Orléans contre 0,60 dans les régions naturelles du Gâtinais et la Puisaye.

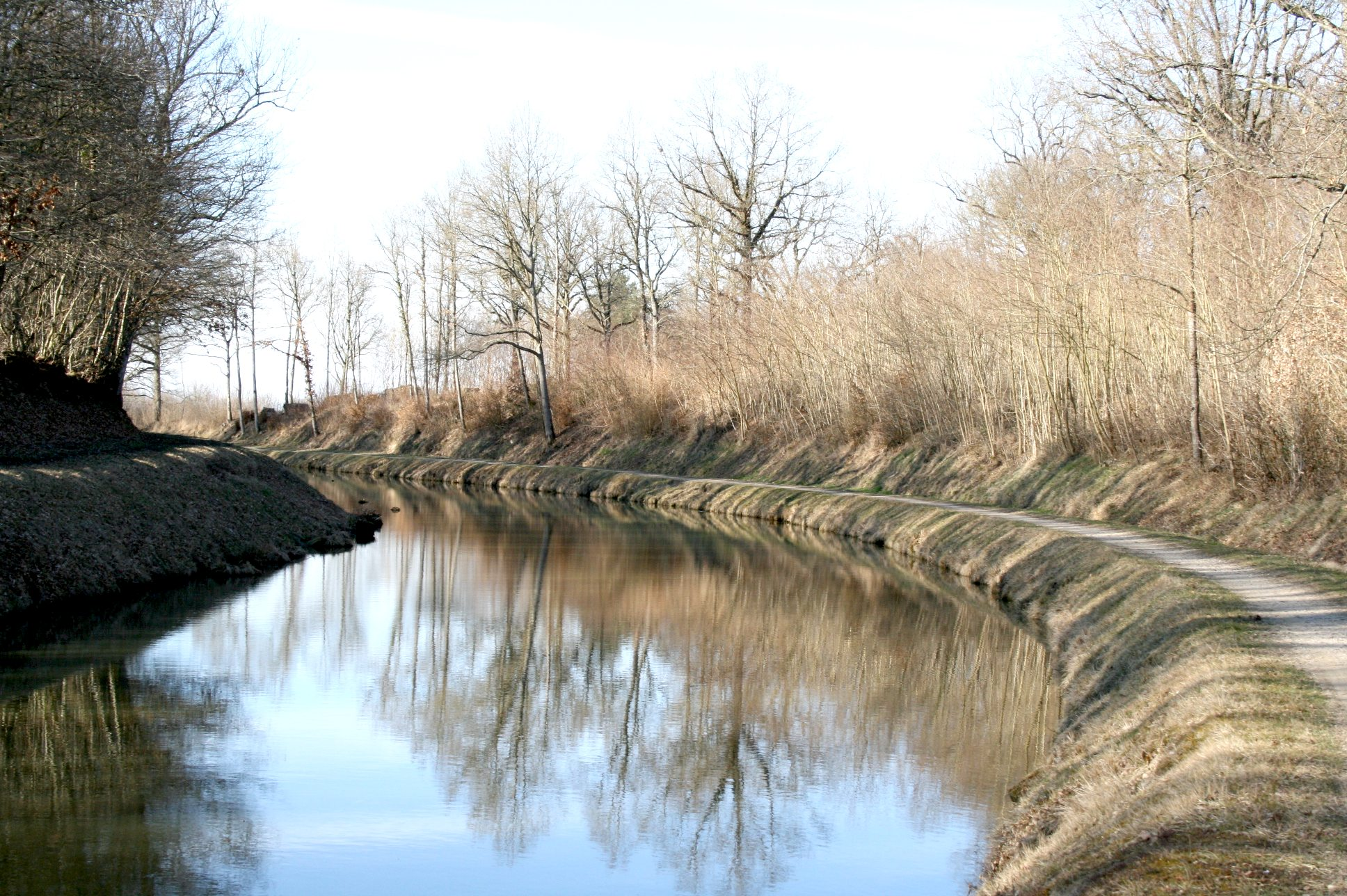
Bief de partage, réceptacle des principaux étangs d'alimentation.

Vingt réserves ont été renforcées ou créées. Les onze réservoirs principaux, constitués d’étangs naturels, recelaient une capacité de 3 334 000 m3,. Il s'agit de ceux de Torcy, du Gué-Lévêque, de l'Étang des Bois, du Gué des Cens (qui se jettent tous trois dans la rigole de Courpalet) et de la Noue-Mazone au sud de la voie d'eau. Ceux du Crot aux Sablons, de Grand Étang, de Brin d'Amour, des Liesses, de la Vallée et de Morches recueillaient les eaux de la région nord, destinées avant tout à soutenir le versant Loire.
La capacité mobilisable des étangs a été évaluée dans l’étude stratégique diligentée par le conseil général en 2004, puis a été précisée dans le cadre d’une étude hydraulique réalisée entre 2008 et 2010. Si la capacité totale des étangs était dans le passé de l’ordre de 4 300 000 m3, les contraintes environnementales imposent aujourd’hui un marnage sur chaque étang beaucoup plus faible. L'étude de 2010 retient comme volume mobilisable au droit des étangs 380 000 m3.
Les lits des cours d'eau du Cens, de l’Oussance et de la Bézonde ont par ailleurs été utilisés sur 8 000 mètres environ et apportent ainsi au canal leur débit. Le Limetin et le Huillard viennent en outre se jeter dans les biefs de la Folie et de Buges. Enfin doit être cité le Joudry qui, à partir de Grignon, avait à lui seul ou presque, alimenté à l'origine le canal de Mahieu. Enfin des rigoles viennent alimenter les étangs. La plus longue est la rigole de Courpalet, qui s’étend sur 31,8 km alors que la distance à vol d’oiseau entre Torcy, son origine, et le point où elle se jette dans le canal est à seulement 12 km à vol d’oiseau.

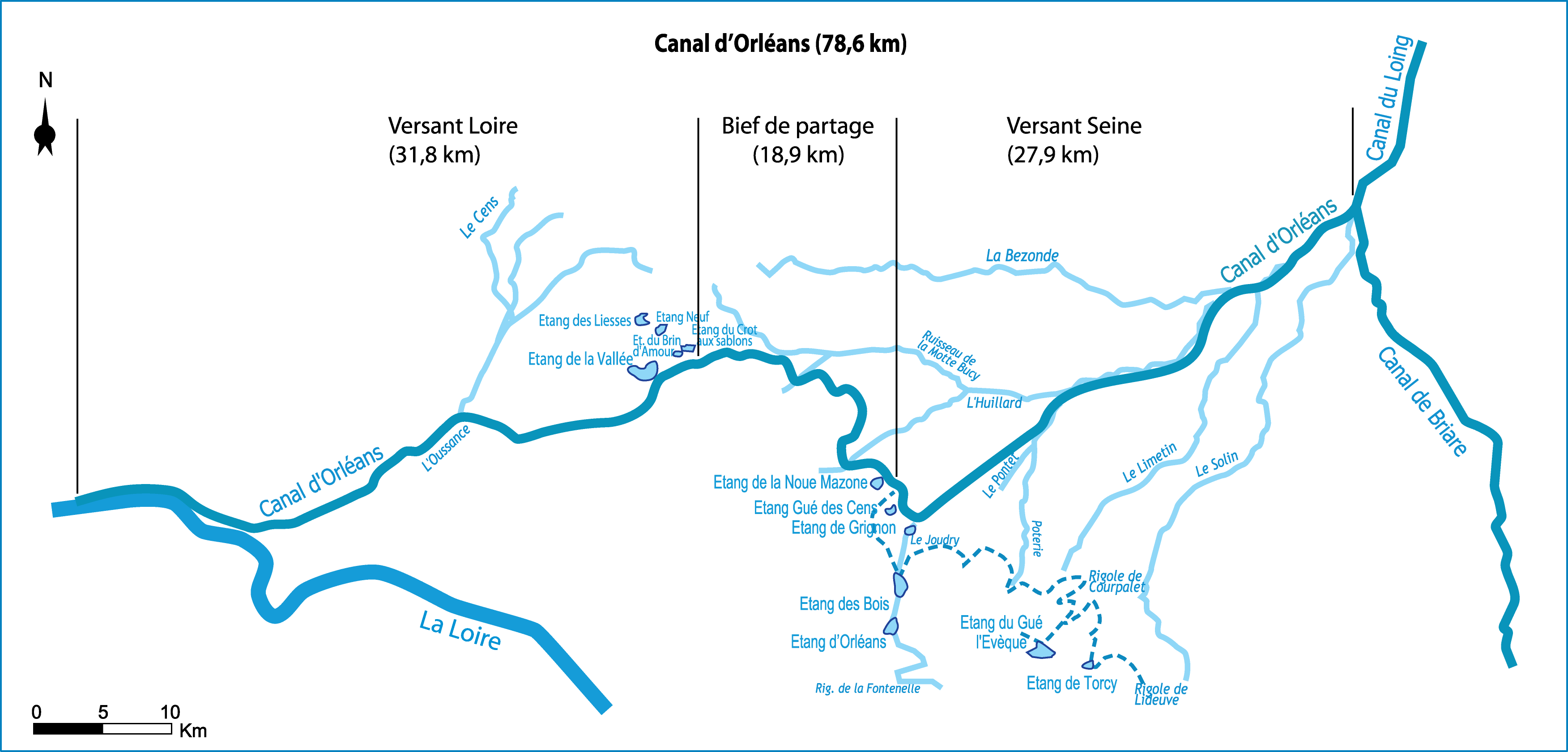
Plan général de l'alimentation en eau (étangs, rigoles, rivières).

Les débits de ces rivières sont très variables selon les saisons. Ainsi celui de la Bézonde se situe aux environs de 1,5 m3/s avec 0,30 m3/s en septembre et 3 m3/s en janvier, soit un rapport de un à dix. Celui du Cens, quant à lui, parait se situer entre 1 et 1,2 m3/s, mais avec un débit d'étiage certainement très faible.

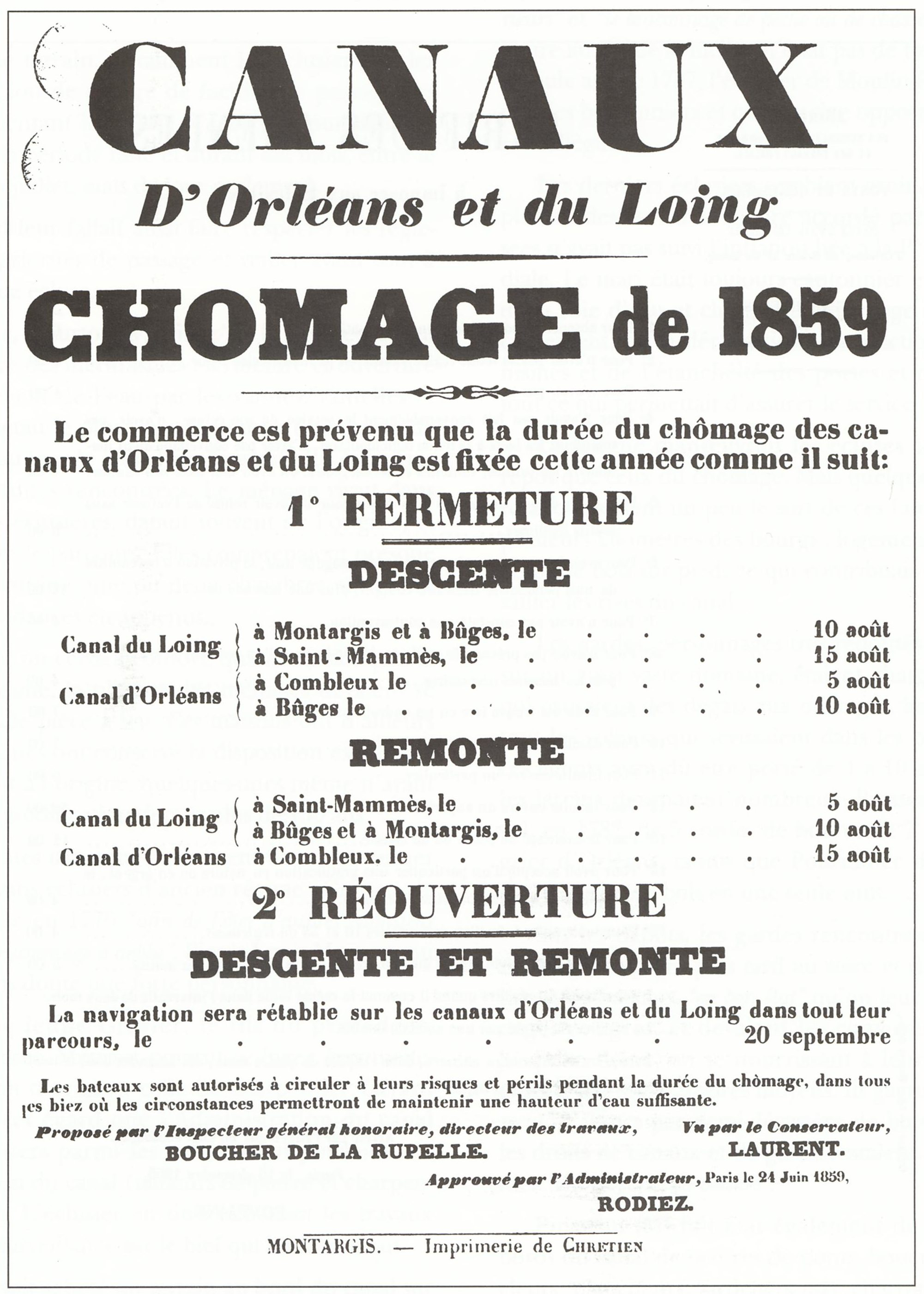
Avis de chômage du canal d'Orléans de 1859, courant du 5 août au 20 septembre, en raison du manque d'eau.

Par ailleurs, le canal est affecté depuis sa création de pertes chroniques dues aux couches de terrain dans lesquelles il a été creusé. Le versant Seine établi pour la plus grande partie de son cours dans des alluvions modernes ne semble pas avoir posé trop de problèmes. Mais quelques inondations dans la basse vallée de la Bézonde y ont parfois été catastrophiques. Le bief de partage quant à lui est creusé dans des marnes et sables qui retiennent assez bien l'eau, mais pour respecter la cote 124 qui est la sienne sur les 19,2 km de son parcours, on a dû réaliser quelques passages en remblais et les suintements n'y sont pas rares. Mais, c'est entre Chécy et Combleux que les pertes ont toujours été les plus importantes.
Si on considère qu’une sassée (volume nécessaire pour monter le niveau du sas d’une écluse entre le niveau du bief aval et celui du bief amont) est de l’ordre de 700 m3, 830 sassées sont aujourd’hui possibles sur une année avec le volume d’eau mobilisable, soit 415 sur chaque versant. En considérant une navigation courant sur une période de quatre mois allant de la mi-mai, à la mi-septembre, trois éclusées sur chaque versant sont possibles par jour. Un calcul plus fin montre en fait que 146 sassées sont possibles sur tout le mois d’août, soient 73 par versant. L’alimentation en eau du bief de partage ne permet ainsi pas plus de deux sassées par jour sur chaque versant. Ceci ne permet pas, sans aménagement, une navigation commerciale normale.
L'usine électrique de Fay-aux-Loges, avait été construite pour pallier ce déficit d'eau. Elle fournissait de l'électricité aux stations de pompage qui permettaient de réalimenter le bief de partage. Elle est aujourd'hui désaffectée et partiellement inscrite à l'inventaire des monuments historiques depuis le 4 mars 1999.

### Les écluses
Le canal comprend au total 26 biefs, sections comprises entre deux écluses, et 29 écluses, pour une longueur totale de 78,65 km. Parmi eux, 10 biefs et 12 écluses sont situées sur le versant Loire tandis que 15 biefs et 17 écluses sont situés sur le versant Seine. Entre les deux se situe le bief de partage.
Le bief le plus long est le bief de partage avec une longueur de 18,92 km. Les deux plus courts sont celui du milieu de Grignon, situé entre l’écluse du Milieu de Grignon et l’écluse du Bas de Grignon, avec 100 mètres seulement et celui du Bas de Grignon, situé entre les écluses du Bas de Grignon et celle de Choiseau, de 170 mètres. Dix écluses sont concentrées sur une courte distance entre les communes de Coudroy et de Presnoy, en raison de l’important dénivelé à reprendre.
Le secteur de Combleux présente la particularité de posséder deux écluses mitoyennes : l'écluse de la Patache est celle qui historiquement a toujours débouché en Loire et l'écluse de l'Embouchure qui a été construite lors de l'extension du canal jusqu'à Orléans en 1921.

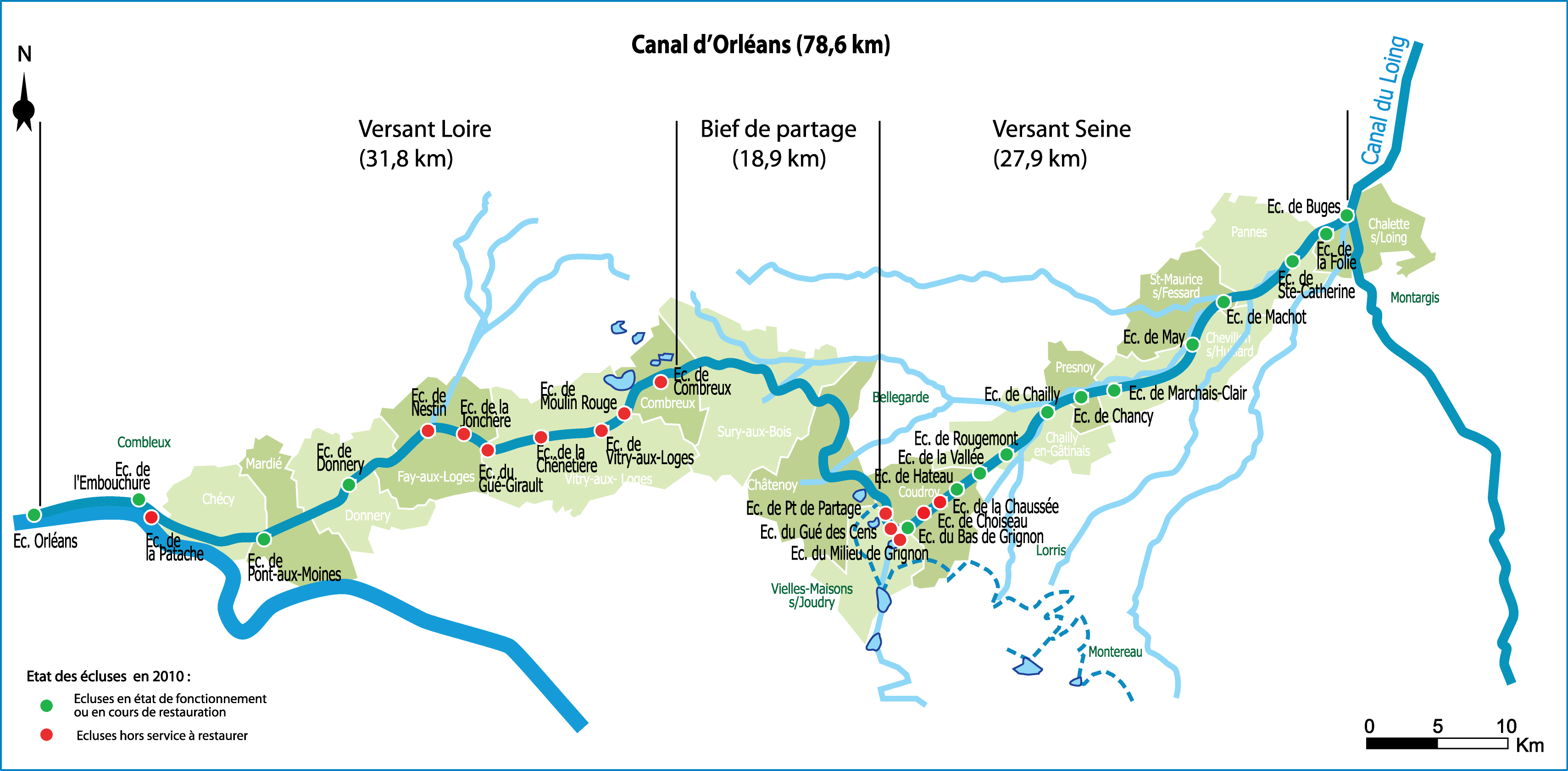
Plan de localisation des écluses.

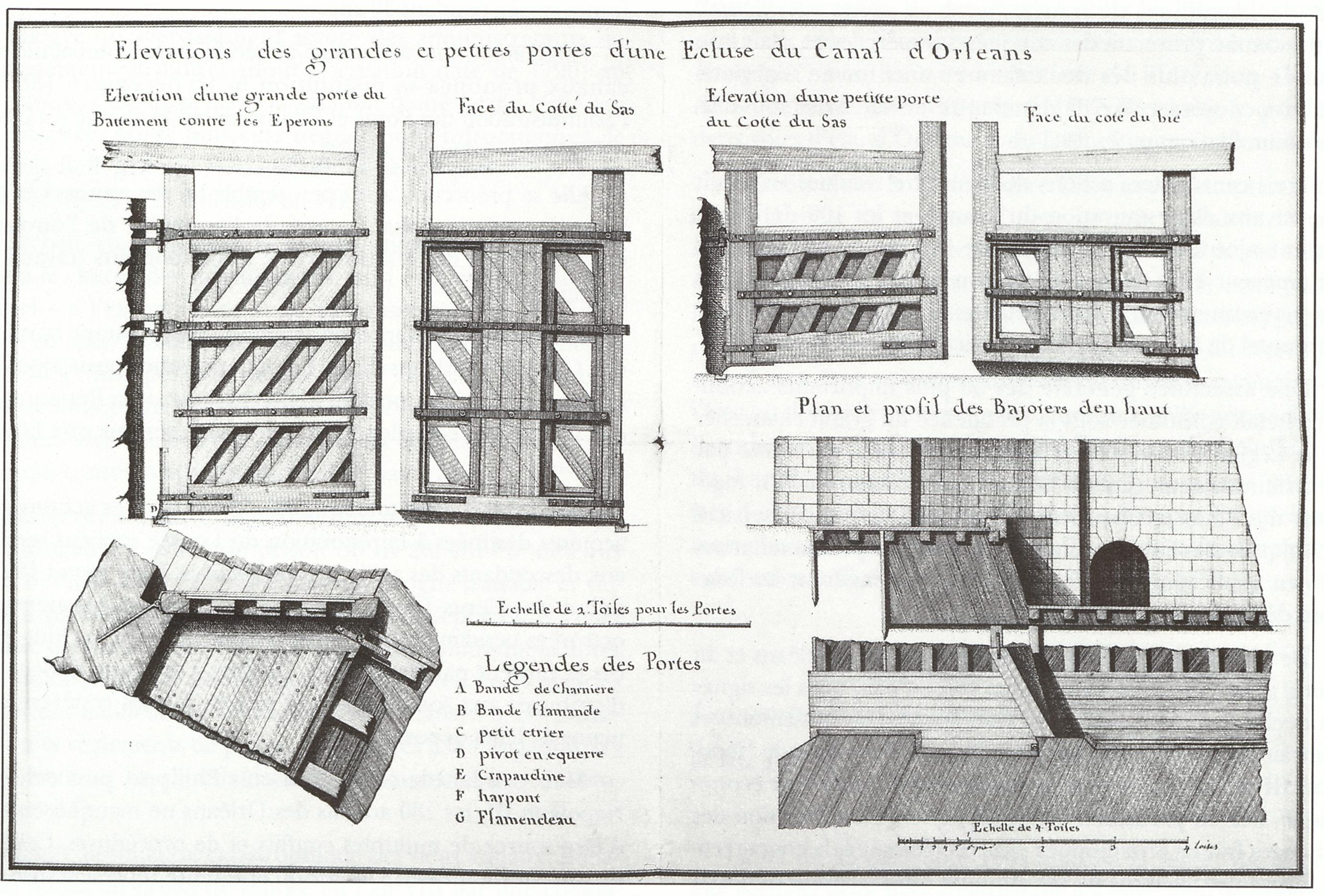
Croquis des portes d'écluses et des bajoyers du canal d'Orléans au XVIIIe siècle

Les écluses du canal de Mahieu sont construites en 1678 selon les mêmes dispositions constructives que les premières écluses à sas construites depuis la fin du XVe siècle en Italie. Le sas de l’écluse est constitué de deux murs latéraux, les bajoyers, d’un fond, le radier, et est encadré de deux portes ouvrantes. En l'absence de pierres dans la région, les écluses du canal de Mahieu sont en bois. Les bajoyers, le radier et les portes sont entièrement en bois. Le croquis représenté à la droite du texte précise les différentes parties constitutives de la porte. Les bandes de charnière sont des bandes métalliques couvrant transversalement toute la porte et la solidarisant. Elles sont posées sur des gonds sur lesquelles elles peuvent pivoter, dénommés harpons, eux-mêmes fixés sur le mur de l’écluse. Le petit étrier est une bande métallique plus courte chargée de solidariser les montants verticaux de la porte. Le pivot en équerre est une équerre métallique permettant à la porte de s’appuyer sur la partie basse (le radier), et enfin le flamendeau solidarise quant à lui le radier en bois sur lequel vient s’appuyer la porte.
Lors du creusement du canal complet, de 1685 à 1692, les écluses du canal de Mahieu sont élargies et reconstruites en pierres, scellées à la chaux. Les portes en bois sont busquées : elles forment un angle pointé vers l'amont de manière à résister à la pression de l'eau selon un principe proche de celui de la voûte, mais appliqué à l'horizontale. Elles possèdent une vantelle commandée par une crémaillère qui permet d'évacuer l'eau du sas. Les écluses présentent une longueur de 31 mètres et une largeur de 4 mètres. La hauteur est variable et dépend du dénivelé à compenser.
Dans le cadre du plan Freycinet de 1879, le canal d’Orléans est considéré comme une artère importante digne de supporter un trafic intéressant et est classé dans la catégorie des « lignes principales ». Ses ouvrages devaient à ce titre répondre aux normes suivantes : profondeur d'eau : 2 m ; largeur des écluses : 5,2 m ; longueur des écluses : 38,5 m ; hauteur libre sous les ponts : 3,7 m.
Les écluses de Moulin Rouge, Vitry, la Chennetière, le Gué-Girault, Fay-aux-Loges, Donnery et Mardié furent reconstruites conformément à ces dimensions. De nouveaux travaux d’élargissement interviennent entre 1920 et 1935. Les longueurs des écluses de Pont-aux-Moines, Donnery, Fay-aux-Loges, la Jonchère et la Chennetière sont portées à 40,5 m, celle du Gué-Girault restant limitée à 38,5 m.

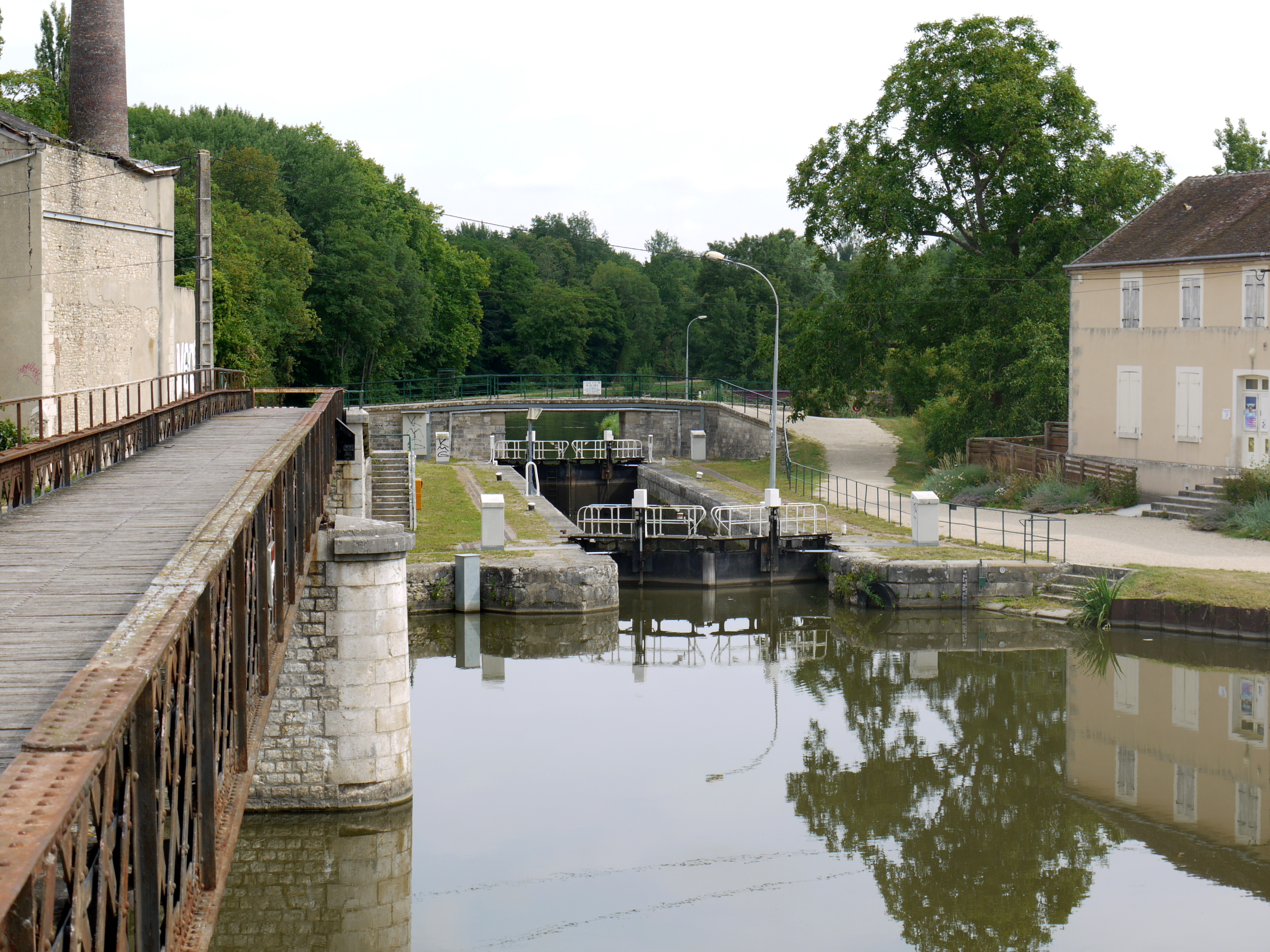
Jonction avec le canal de Briare à Buges (commune de Corquilleroy) près de Montargis.
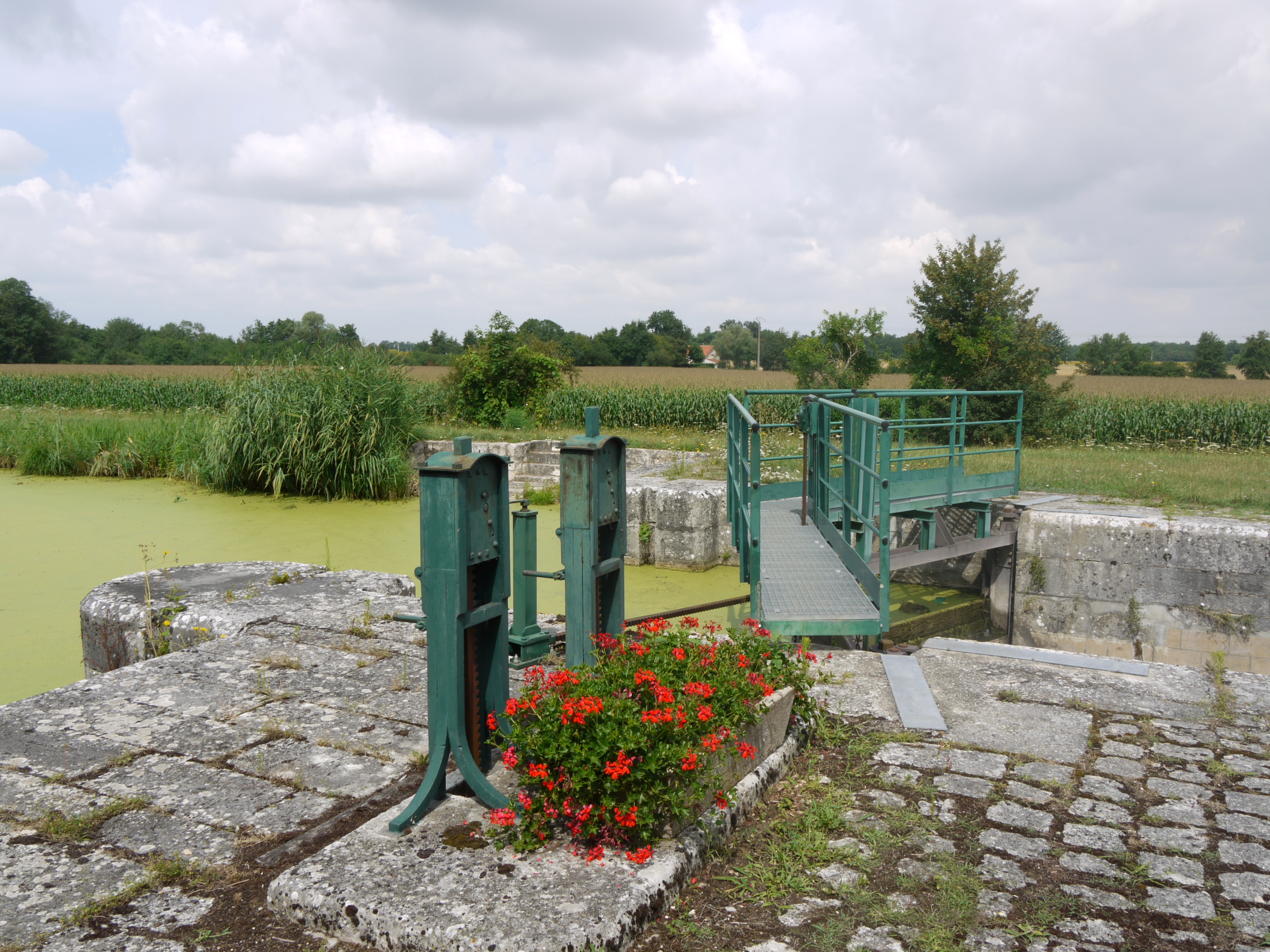
Écluse près de Presnoy.
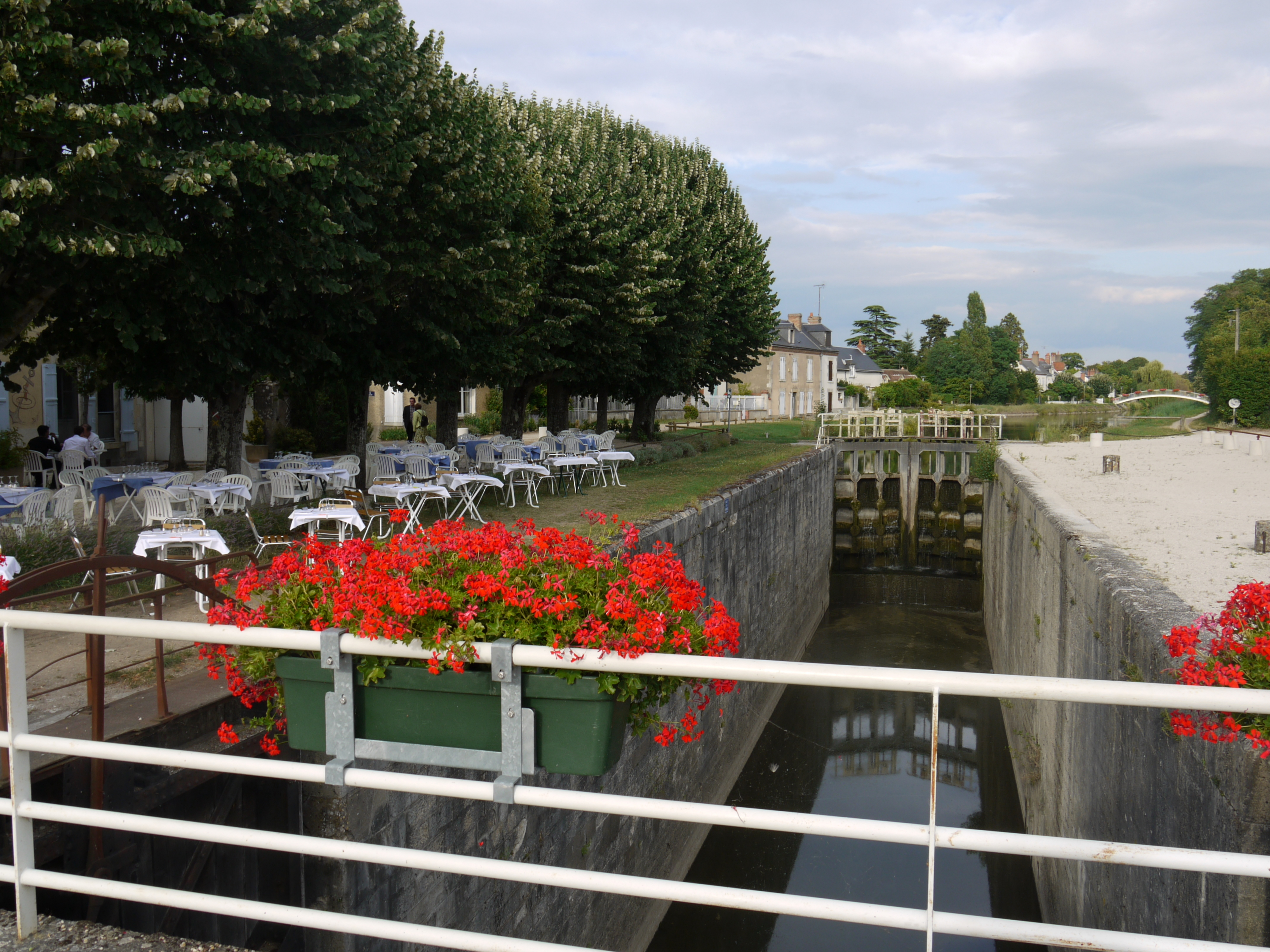
L'écluse de la Patache à l'extrémité du canal débouche sur la Loire.
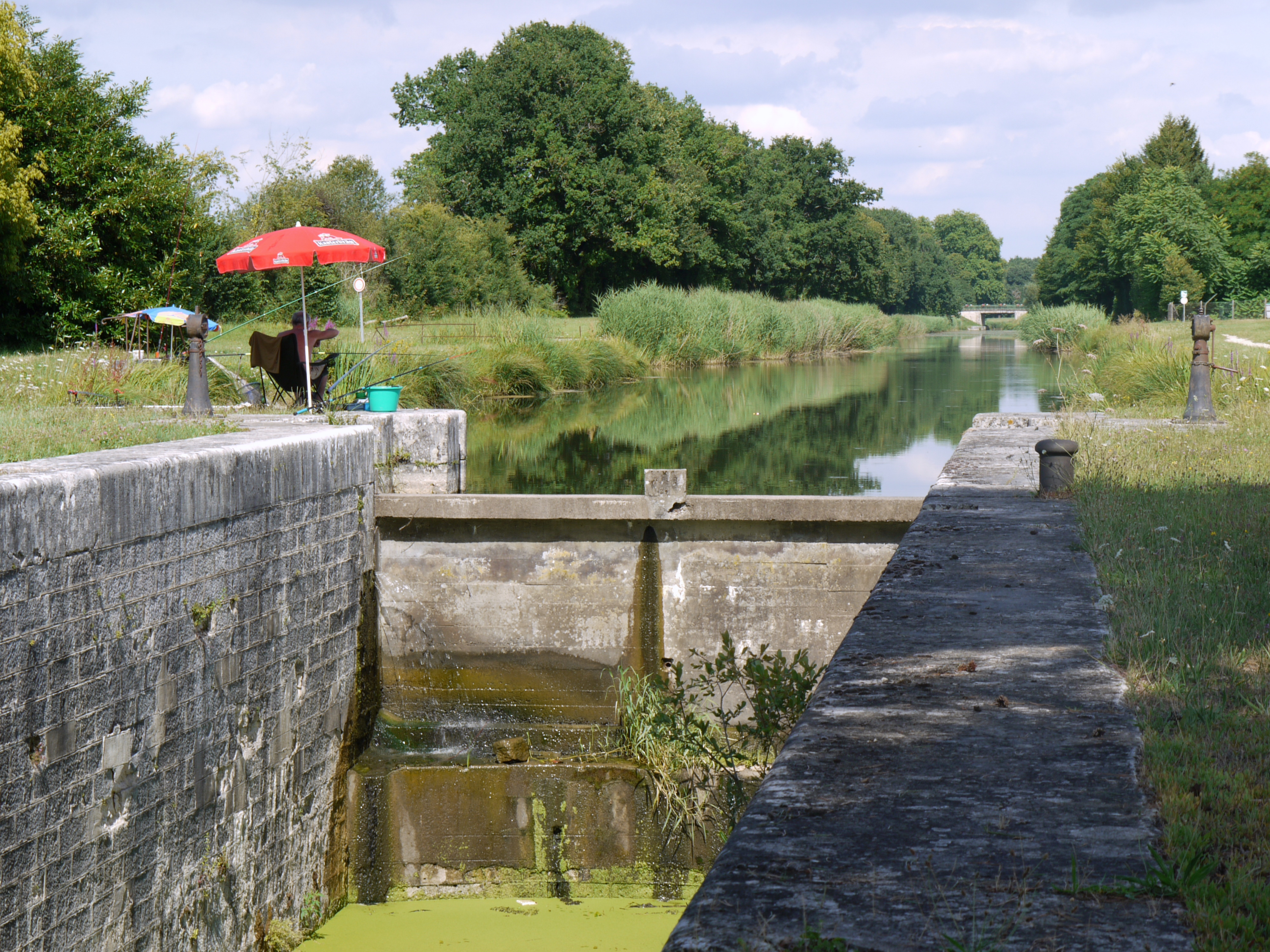
Le canal à Combreux.

### Les ponts

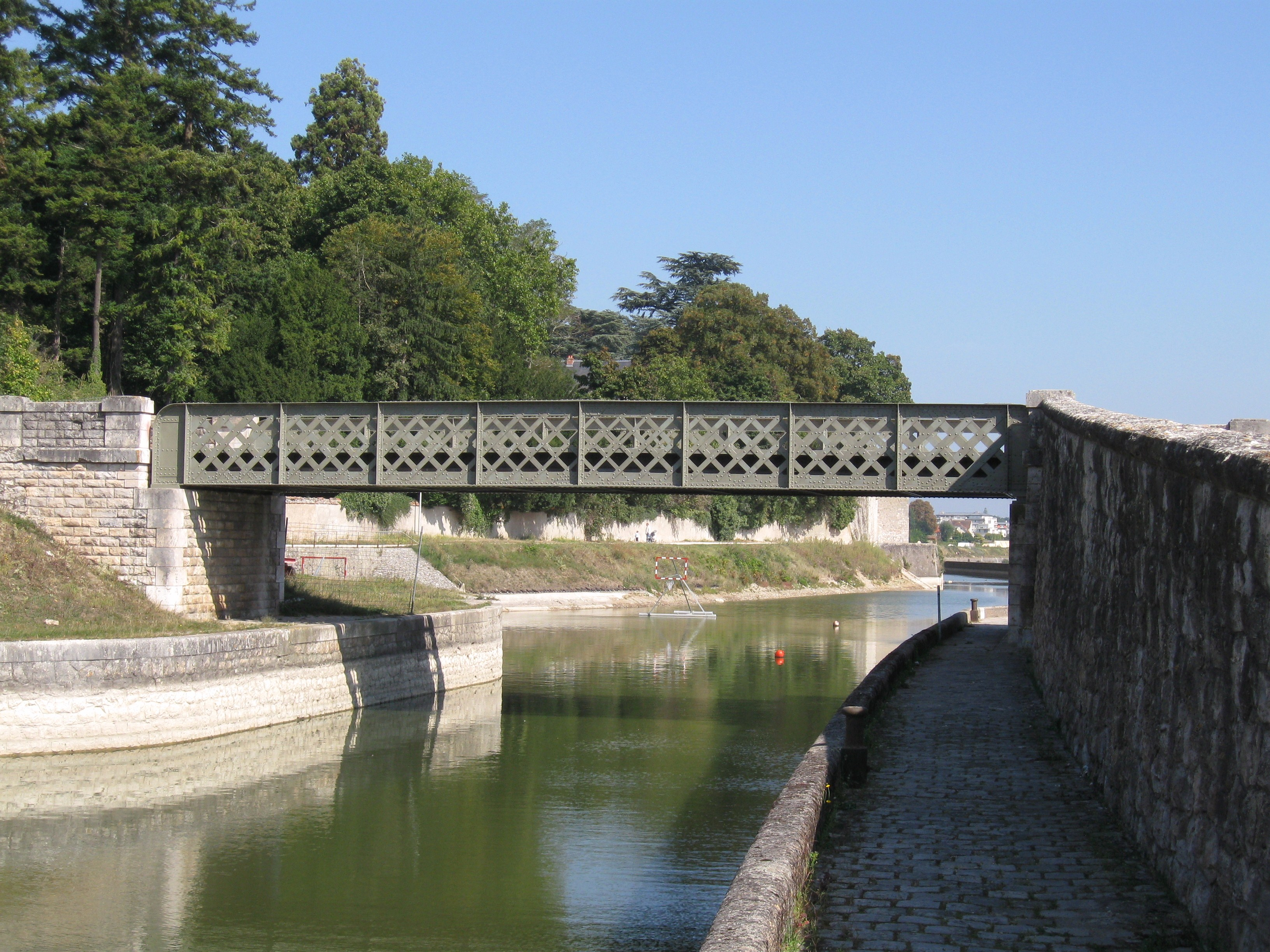
Pont de Saint-Jean-de-Braye.

Différents ponts franchissent le canal pour permettre la continuité des réseaux routiers ou ferroviaires. Parmi eux, huit sont inscrits à l’inventaire national des monuments historiques :
- trois franchissements furent réalisés lors du prolongement du canal de Combleux à Orléans : le pont de Saint-Jean-de-Braye construit en 1909[E 8] ; le pont tournant de Combleux en 1913[E 9] et la passerelle de Combleux datant du début du XXe siècle[E 10] ;
- deux ponts datant de la seconde moitié du XIXe siècle sont ferroviaires : le viaduc de Pont-aux-Moines est situé à Mardié et porte la ligne d'Orléans à Gien[E 11] ; le pont de Pannes porte la ligne des Aubrais - Orléans à Montargis[E 12] ;
- le pont routier de Chécy construit au XVIIIe siècle et en partie reconstruit en 1871 et 1928[E 13] ;
- le pont routier de Combreux datant de 1925[E 14] et portant la route départementale (RD) 9 ;
- le pont de halage en pierre de Chevillon-sur-Huillard construit au XVIIIe siècle[E 15].

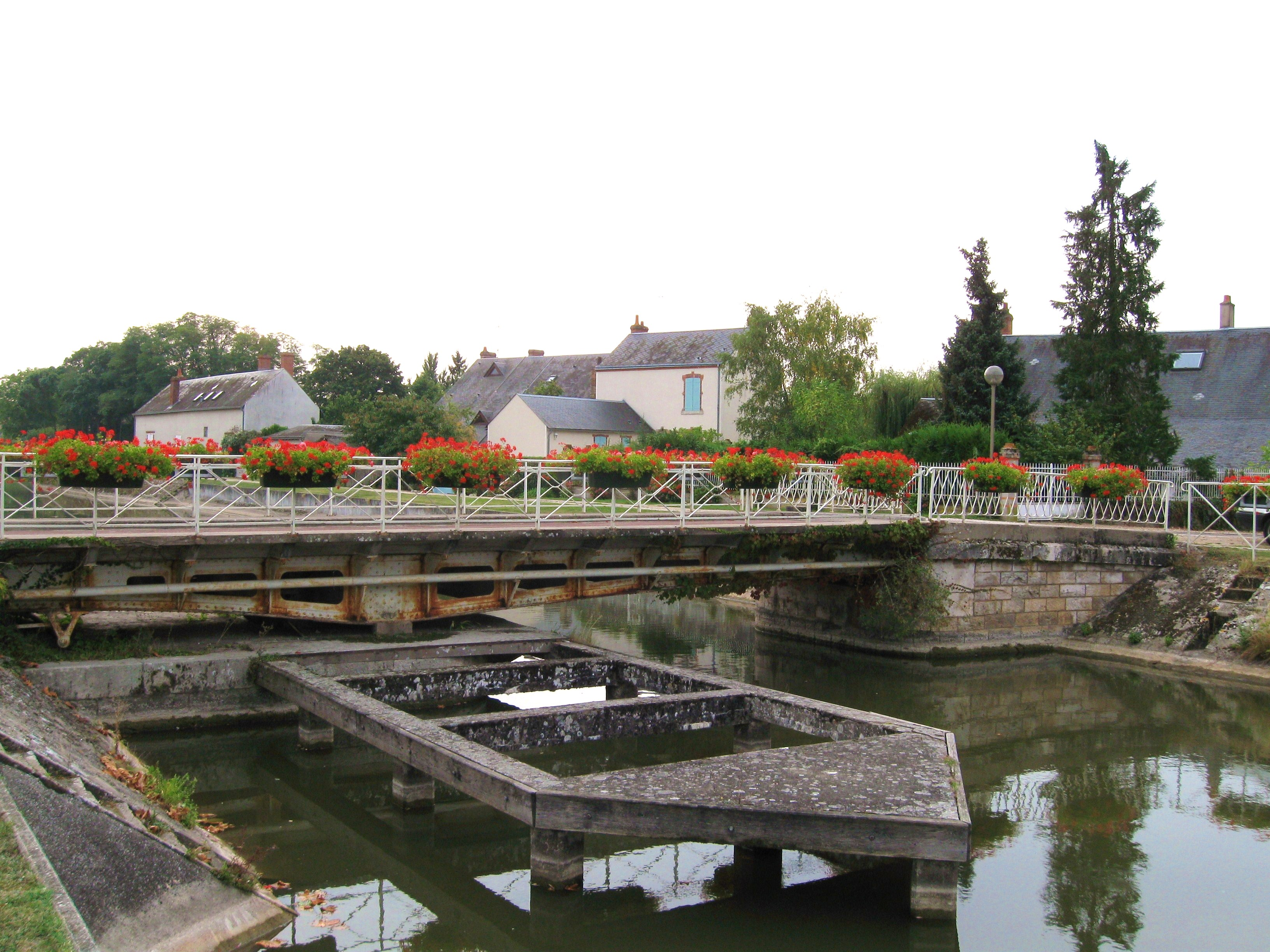
Pont tournant de Combleux.

Parmi les plus originaux, le pont tournant de Combleux est un ouvrage routier qui fut construit en 1913 par les ingénieurs Delées et Le Rond lors du prolongement du canal de Combleux à Orléans réalisé de 1907 à 1921. Son tablier, de quatre mètres de largeur et quatorze mètres de longueur, pouvait tourner pour permettre le passage des bateaux dans le canal.
Son tablier en bois est remplacé en 1953 par un tablier en béton coulé sur la structure métallique, empêchant alors tout mouvement de la structure. Cet ouvrage, constituant un obstacle pour la réouverture à la navigation de plaisance, nécessite des travaux importants de réhabilitation et de remplacement des structures.

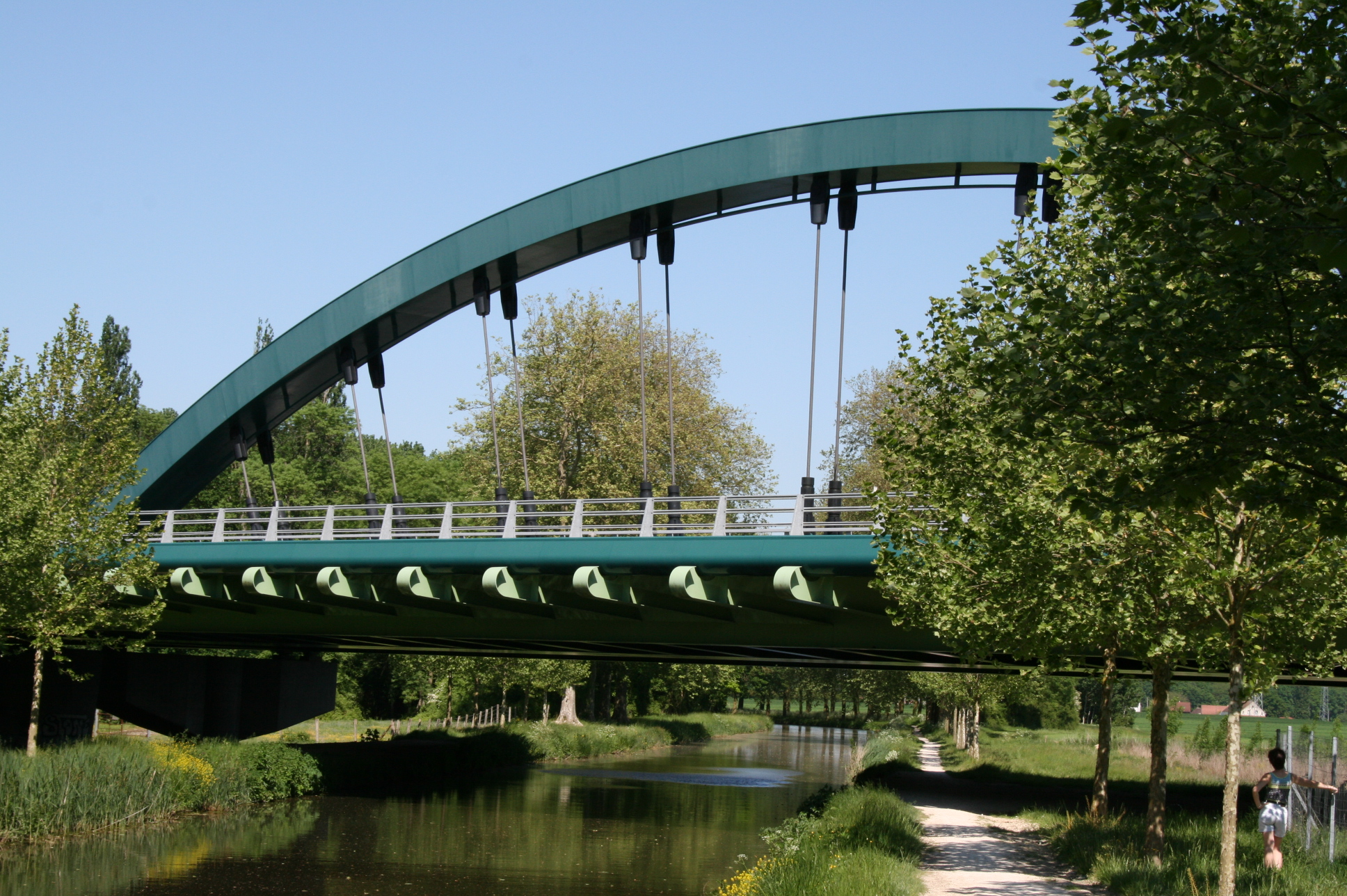
Viaduc de Pannes, conçu par l'architecte Alain Spielmann.

Le viaduc de Pannes est un pont en arc bowstring qui permet à l’autoroute A77 de franchir le canal et la rivière Bézonde sur le territoire de la commune de Pannes. Il est original par le fait qu’il ne comporte qu’un seul arc central à suspentes rayonnantes. Il fut, à sa construction, avec le viaduc de Briare, l’ouvrage de ce type ayant la plus grande portée en Europe (86 mètres). Il a été classé par l’office technique pour l’utilisation de l’acier (OTUA) plus bel ouvrage de construction métallique en France en 2000, dans la catégorie ouvrages d’art.

Ponts inscrits à l’inventaire des monuments historiques
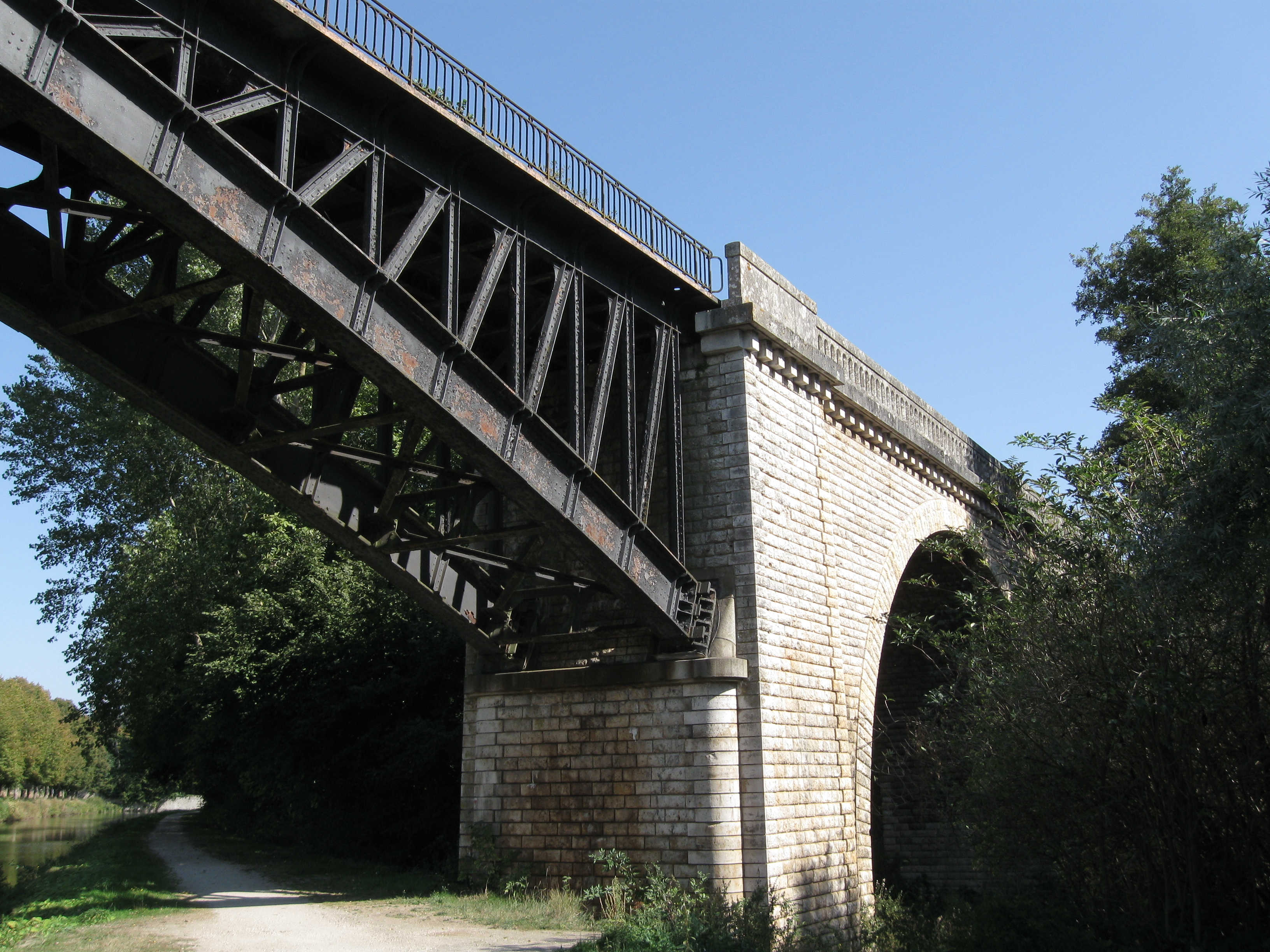
Viaduc de Pont-aux-Moines, Mardié.
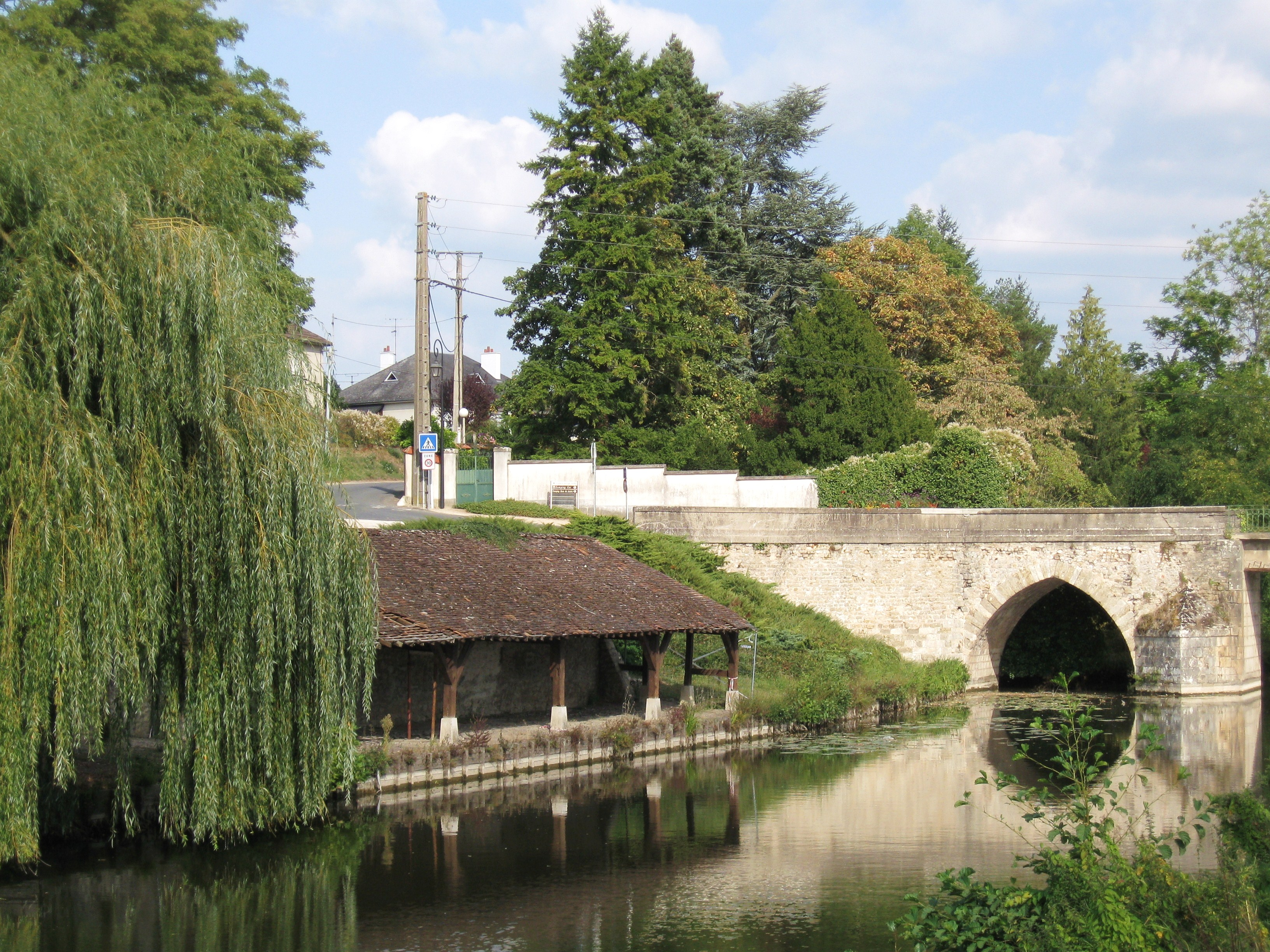
Pont de Chécy.
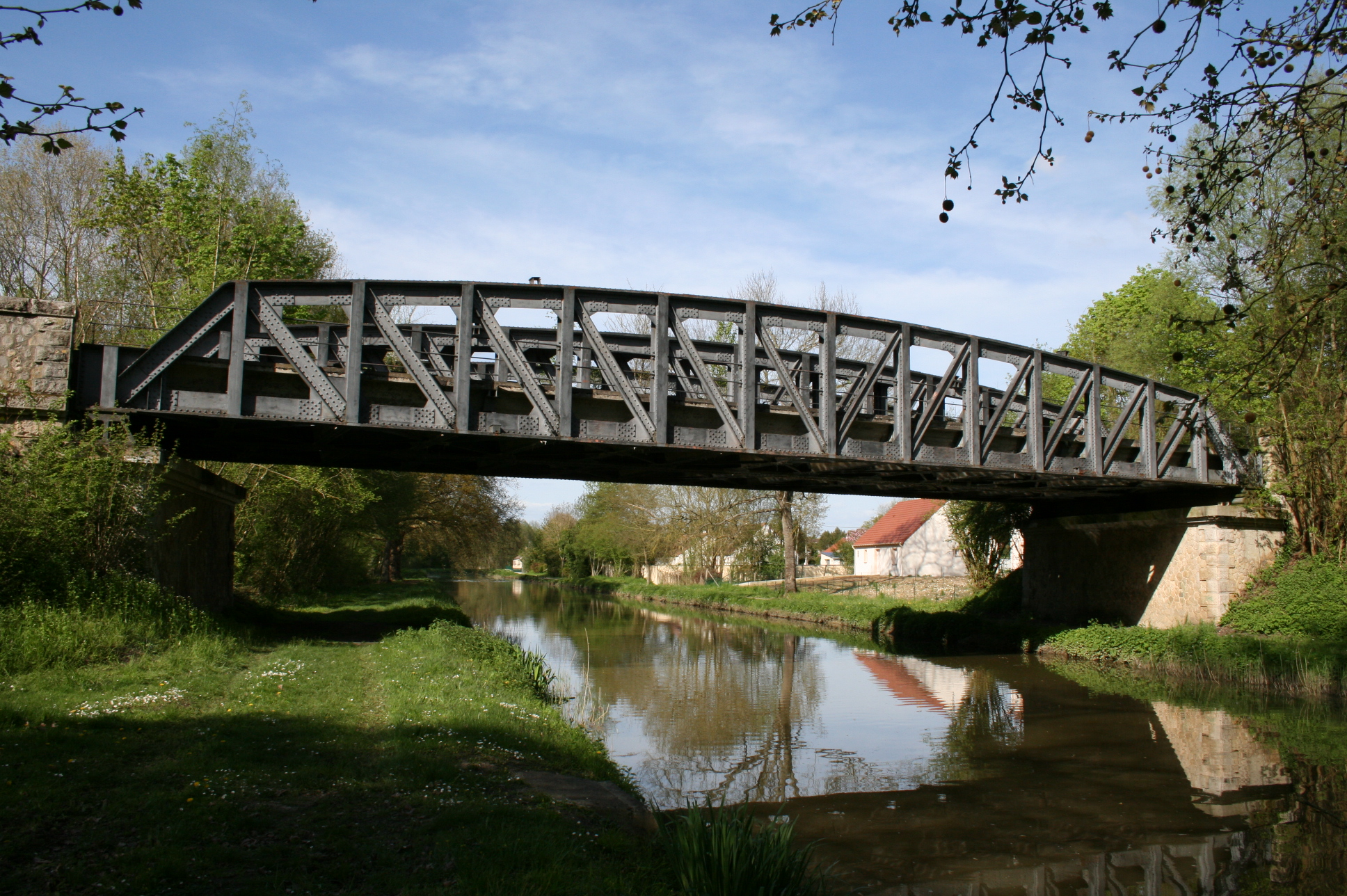
Pont ferroviaire de Pannes.
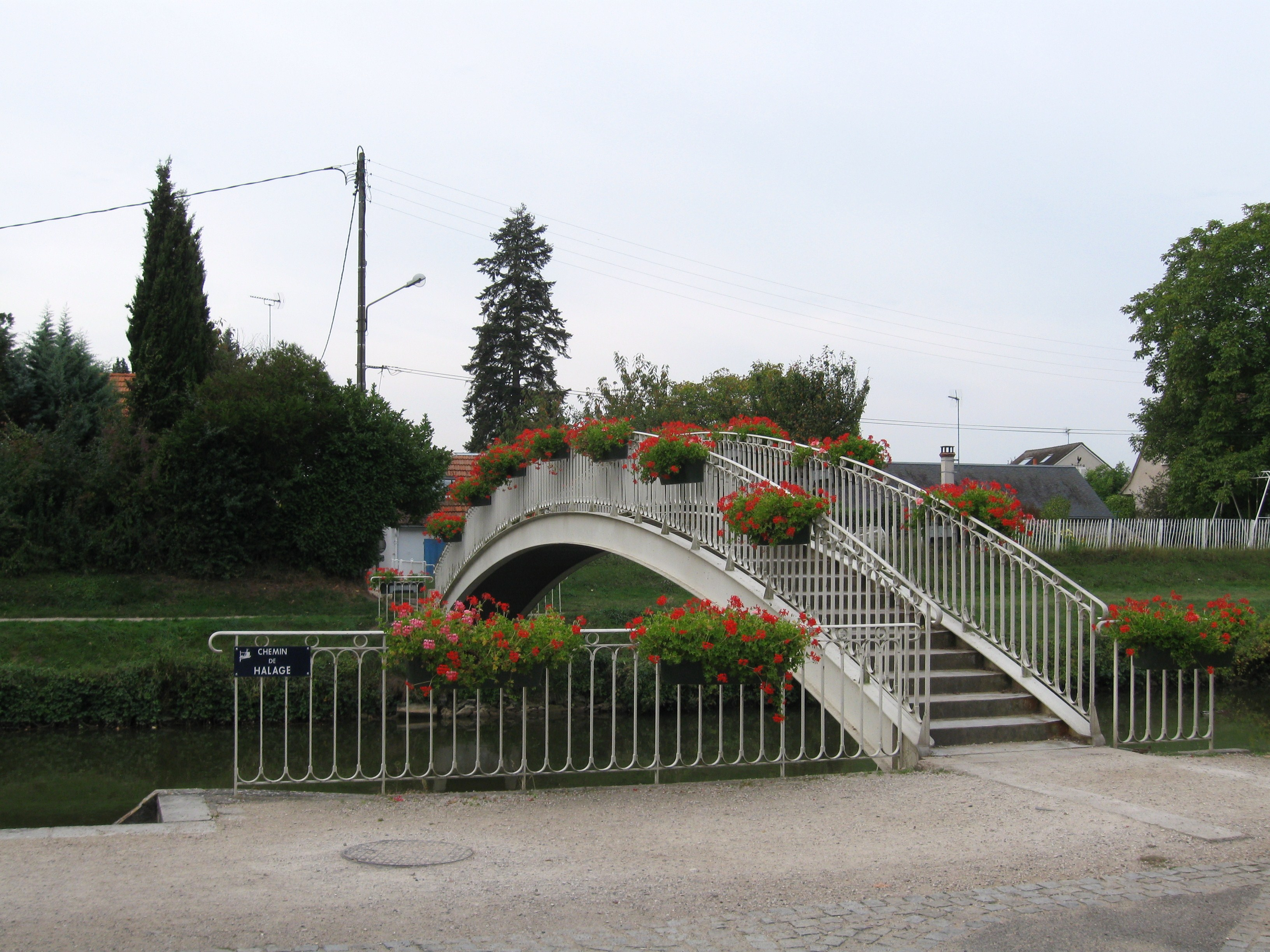
Passerelle de Combleux.

Par ailleurs, plusieurs autres ouvrages permettent à des axes routiers de franchir le canal : la RD 960 à Mardié, la tangentielle d'Orléans ou route nationale (RN) 60 et la RD 709 à Donnery, la RD 11 et la route de Nestin à Fay-aux-Loges, la route de la Chênetière (deux franchissements) et la RD 137 à Vitry-aux-Loges, la route de la Vallée à Combreux, les RD 909 et 114 et la RN 60 à Sury-aux-Bois, deux routes communales à Chatenoy et une à Coudroy, la RD 488 à Vieilles-Maisons-sur-Joudry, la RD 44 à nouveau à Coudroy, deux routes communales et la RD 963 à Chailly-en-Gâtinais, la RD 38 à Presnoy, la route de Saint-Maurice à Chevillon-sur-Huillard, la RN 60 et la RD 38 à Saint-Maurice-sur-Fessard, la rue du pont de Feuillet et la RD 94 à Pannes, une route communale et la RD 40 à Châlette-sur-Loing.

### Les ports
Le port de Fay-aux-Loges permit d’abord le transport des produits de la verrerie qui fonctionna de 1710 à 1740 ainsi que celui des matériaux de base et du combustible. On y embarqua ensuite de la pierre, du calcaire de Beauce, de la chaux de ses fours, du sable, du bois et finalement du vin de la région.
Le port de Pont-aux-Moines est créé en 1774 et celui de la Potterie près de Donnery en 1776. Ce dernier embarquera en particulier des vins de la région d'Orléans, des matériaux de construction et du bois de la forêt. Dans le même temps, Grignon, Chailly et Chancy furent dotés d'un appontement plus performant avec un quai de maçonnerie. Le port de Combleux est aménagé en 1777, tandis que le Port-à-l'Ardoise à Chécy permettra, à partir de 1783, le débarquement du matériau angevin.
La création de ces ports dans les années 1770 et 1780 n'était pas arbitraire. Elle correspondait à une période où la consommation de vins courants s'était généralisée dans la capitale. Or, les vins de l'Orléanais proche répondaient au critère de prix, modique et de qualité médiocre, qui en faisait la boisson populaire de Paris. Donnery et Fay-aux-Loges concentraient la production régionale et la réexportaient : 90 bateaux à eux deux en 1792, 86 en l'an VI (1797-1798), 87 en 1811. Puis apparaît la concurrence de Pont-aux-Moines qui a expédié en 1811 vers Paris, l'équivalent de plus de 40 grands bateaux chargés chacun de 200 poinçons. La présence de sable et de calcaire de Beauce favorisait toutefois encore les deux premiers villages cités qui, en 1792, ont exporté 54 bateaux de moellons et en 1811, encore 36 (9 et 27), malgré les circonstances.
Hormis ces trois ports, il est patent que seuls ceux de Combleux, Chécy (plus tard), Vitry, Combreux, Grignon et Chailly, situés dans les villages, ont réellement participé à la vie marinière.

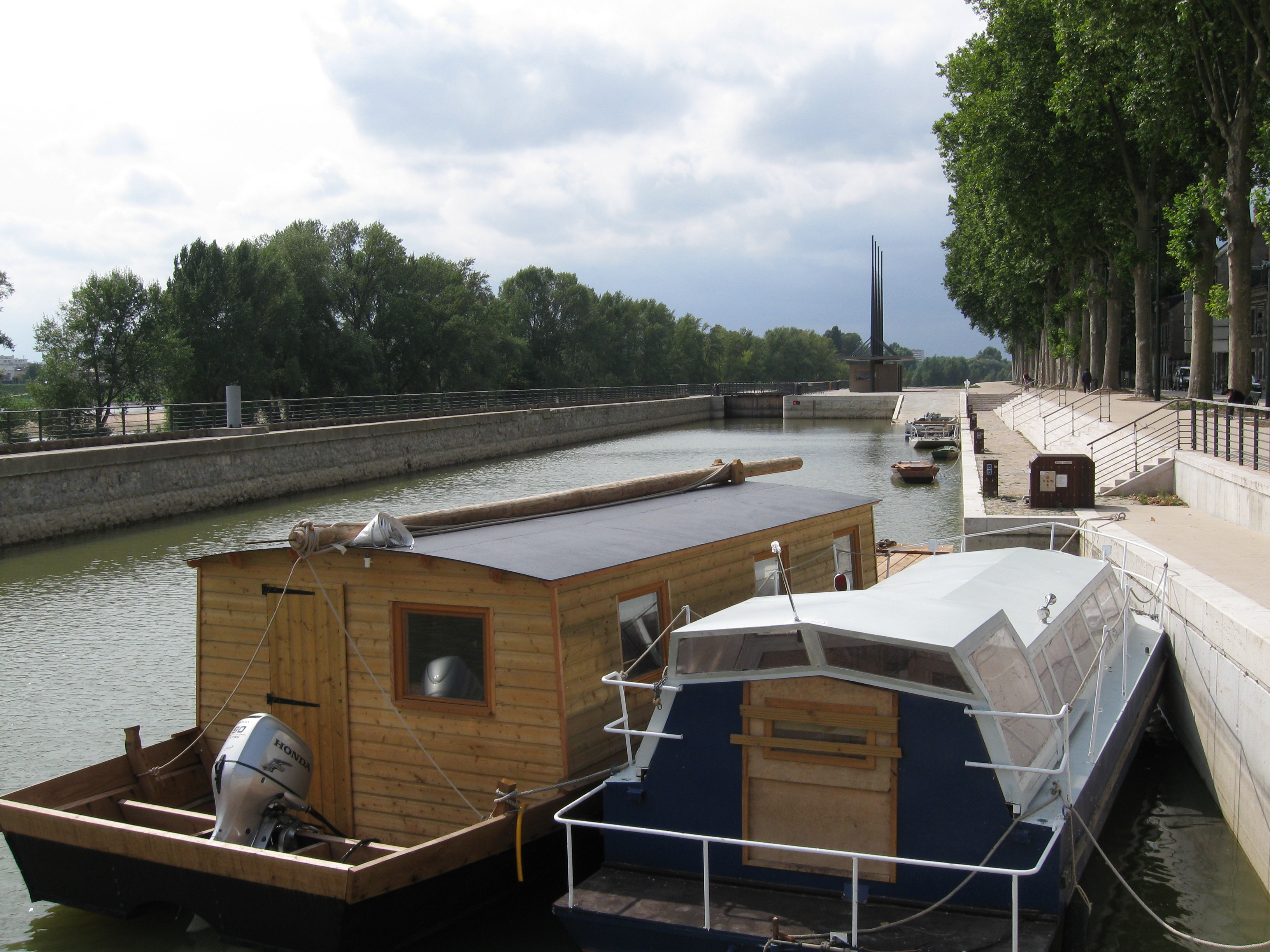
Bateaux amarrés aux abords de l'écluse du canal débouchant sur la Loire et le port d'Orléans.

Le port d'Orléans n’est connecté au canal d’Orléans qu’en 1921. Mais le déclin de son activité, déjà évident, accompagnera celui du canal d’Orléans jusqu’à sa fermeture en 1954.
La réouverture du canal à la navigation de plaisance et le soutien à la marine de Loire vont nécessiter la réactivation de certaines structures d’accueil. Le port d'Orléans devrait ainsi retrouver une certaine activité. Il est restauré dès 2007 sous l'impulsion de la communauté d'agglomération Orléans Val de Loire mais cette anticipation sur l’ouverture complète du canal conduit à une sous-activité. Le maître d’ouvrage demande ainsi en 2010 à la société attributaire de la gestion de cet équipement de réduire ses frais, ce qui conduit à réduire le nombre de personnes affectées à la capitainerie, passant de 2 à 1,5.
Par ailleurs des haltes fluviales sont en projet le long du canal afin que les plaisanciers puissent se ravitailler à des distances de navigation de trois à quatre heures. Quatre haltes fluviales sont proposées dans l’étude stratégique de 2004 : Chailly, Grignon, Combreux et Fay-aux-Loges.

## Réhabilitation du canal

### Deux objectifs: randonnée et navigation de plaisance
Le projet de restauration du canal d’Orléans décidé en 2005 par le Conseil général du Loiret vise deux objectifs : offrir la possibilité de randonnées douces sur les chemins de halage, et ouvrir le canal à la navigation de plaisance. Ce projet est connexe au projet « Loire trame verte » de la communauté d'agglomération Orléans Val de Loire qui prévoit entre autres d’ouvrir une voie verte et de remettre en activité le port d'Orléans. La véloroute du canal d'Orléans, longue de 80 km, doit être inaugurée en mai 2025 après 3 ans de travaux pour un total de 15 millions d'euros, alors que les premiers tronçons achevés sont déjà fréquentés par des cyclotouristes et des vélotaffeurs.
Le coût global des travaux départementaux a été évalué dans le cadre de l'étude stratégique de 2004 entre environ 75 et 80 millions d’euros hors taxes valeur 2004 suivant le système d’écluses choisi (hors honoraires d’études et de maîtrise d’œuvre), se répartissant en 72 410 000 euros pour les travaux en eau (avec écluses manuelles, ou 76 210 000 avec des écluses automatiques), 2 821 000 euros pour les travaux de la voie verte et 1 075 000 euros de travaux concernant une guinguette. Les travaux sur la voie d'eau comprennent la réfection des berges, le curage des biefs, la restauration des écluses, le renforcement de l’alimentation en eau du canal, l'intervention sur des ouvrages hydrauliques et la construction de haltes fluviales. L'ensemble du canal pourrait être de nouveau navigable dans les années 2020.

### Avancement des travaux

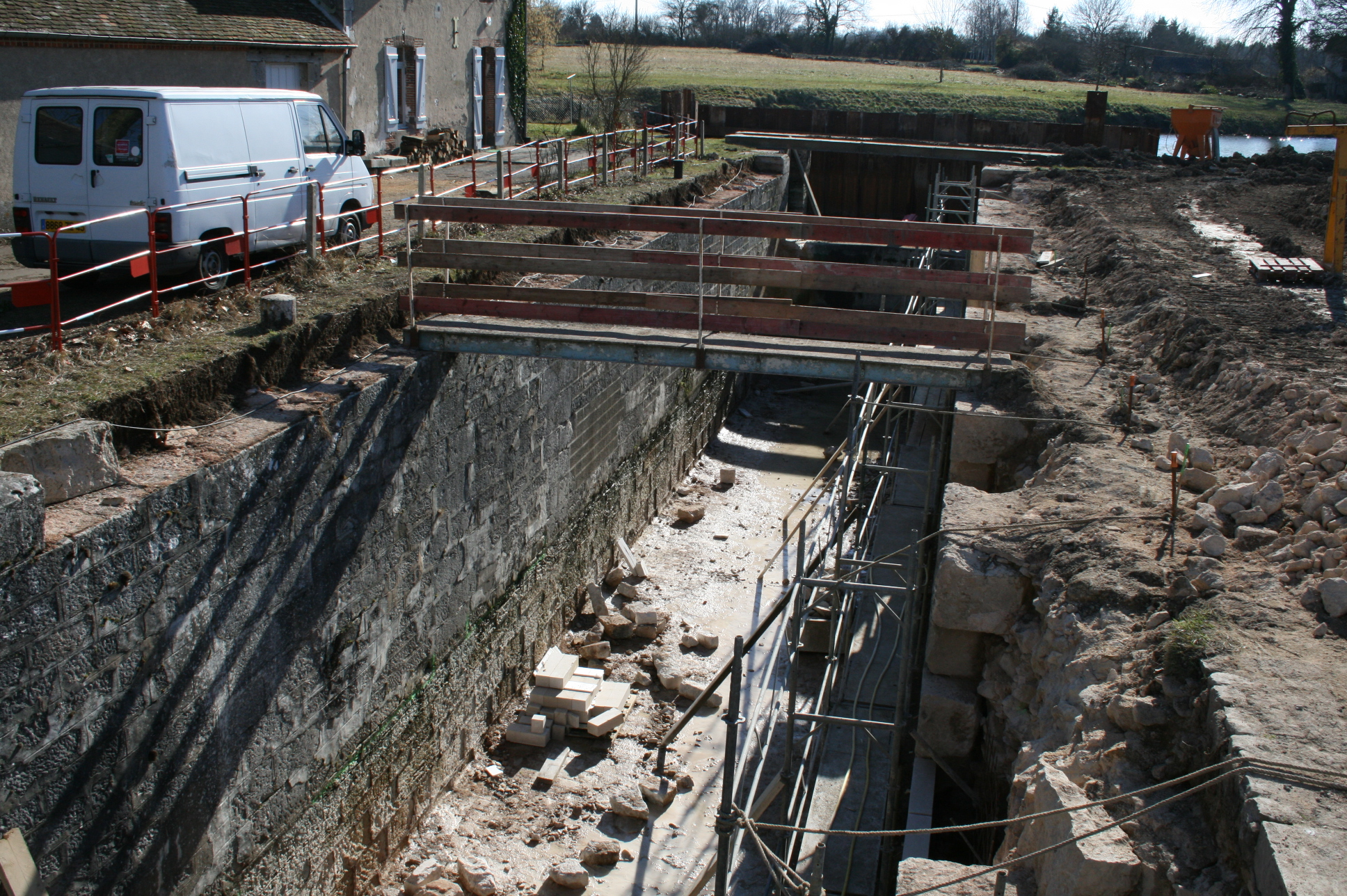
Écluse du bas de Grignon en cours de restauration, commune de Coudroy, février 2009.

Un premier appel d'offres de travaux a été lancé en 2007. Il comprenait la réfection des écluses de Chailly, de Rougemont et de la Vallée, la reprise des berges des biefs de Rougemont et de la Chênetière et des travaux de maçonnerie sur les déversoirs de Combleux et du bief de la Chaussée. Ces travaux ont été terminés en 2008.
Un deuxième appel d’offres de travaux a été lancé en 2008 comprenant la restauration de trois écluses (Bas-Grignon, Hateau et Pont-aux-Moines) et de la vanne de l’étang de la noue Mazonne, des travaux de restauration des ouvrages hydrauliques concernant sept sites et enfin des travaux de réfection de berges et de cheminements répartis sur cinq sites : Vitry-aux-Loges, Coudroy, Chailly-en-Gâtinais pour le canal d’Orléans et Vieilles-Maisons-sur-Joudry et Lorris pour la rigole de Courpalet. Ces travaux sont réalisés en 2009.
Pour achever les travaux nécessaires à l'ouverture à la navigation entre Orléans et Fay-aux-Loges et entre Grignon et Châlette-sur-Loing et compte tenu de ces travaux déjà réalisés, il reste à entreprendre des opérations de restauration de berges, de curage des biefs, des opérations de restauration des ouvrages hydrauliques, des aménagements d'accompagnement de la navigation (aires de retournement pour les bateaux, haltes fluviales) et la restauration des écluses de la Patache et de l’Embouchure à Combleux.

## Activités et évènements touristiques et culturels

### Campings
Deux campings sont gérés par le Syndicat mixte de gestion du canal d’Orléans (SMGCO) : le camping de l’étang de la Vallée et le camping de l’étang des Bois.
Le camping de l’étang de la Vallée se situe sur la commune de Vitry-aux-Loges à 3 km du bourg et à 10 km de Châteauneuf-sur-Loire. Il dispose de 160 emplacements, dont 117 confort (avec eau et électricité) et 43 tourisme (sans équipement). Les étrangers accueillis sont surtout néerlandais et allemands.
Le camping de l’étang des Bois se situe à 6 km de Lorris, où se situe en particulier le musée de la Résistance. Il dispose de 150 emplacements. En 2003, la durée moyenne du séjour était de six jours environ.

### Joutes nautiques de Saint-Loup
Jusque dans les années 1990, des joutes nautiques étaient organisées en juin, au port de Saint-Loup, sur le bief de Saint-Jean-de-Braye.
L’union sportive des joutes de Saint-Loup, créée dès le début du siècle, fait partie de la Ligue Nord de Loire de la Fédération Française de Joutes et Sauvetage Nautique qui regroupe tout le Nord de la France et l'Alsace. La joute pratiquée principalement sur le canal est la joute en méthode parisienne où les jouteurs et jouteuses portent sur la poitrine un plastron en crin afin d'amortir le choc.
Michel Salvador, de l’union sportive des joutes de Saint-Loup, a été champion de France en 1936.

### Triathlon du canal du Loiret
En 1986 fut organisé sur le canal d’Orléans, sur le bief de partage, à Combreux, un triathlon par équipes de deux, comportant les trois épreuves suivantes : marche, canoë et vélo. Cette manifestation n’est aujourd’hui plus organisée.

### Spectacle son et lumière de Vieilles-Maisons-sur-Joudry
Les 21 et 22 juillet 2007 a été organisé un spectacle son et lumière intitulé "Grignon au temps des mariniers" où les habitants de Vieilles-Maisons-sur-Joudry et de Grignon ont  participé en tant que figurants. Ce spectacle présentait l'histoire de l'ancienne cité batelière sur le site du port de Grignon.

### La balade du canal d’Orléans
La « balade du canal d’Orléans » est un événement annuel qui a été initié en 1991. Plusieurs circuits de randonnée pédestre de 25 km, 20 km, 15 km et 9 km sont proposés à partir de l’Étang des Bois.

### Caravane de Loire
L'événement Caravane de Loire a été organisé par le conseil départemental du Loiret de 2002 à 2010.
En 2008, le spectacle itinérant emprunte le canal et, pour la première fois depuis 54 ans, des bateaux remontent les écluses du versant Seine de l'écluse de la Folie jusqu'à l'écluse du May. Ils sont contraints toutefois d'emprunter la route, portés par des remorques, pour les écluses infranchissables. En 2010, le spectacle itinérant emprunte à nouveau le canal d’Orléans. Plus de vingt compagnies et 200 artistes sont programmés du 3 au 12 septembre : concerts, animations, représentations théâtrales fixes ou itinérantes, ballades, bals, animations pyrotechniques. Les quatre escales de la Caravane de Loire sur le canal d'Orléans ont été en 2010 Chevillon-sur-Huillard le 4 septembre, Vieilles-Maisons-sur-Joudry le 5 septembre, Vitry-aux-Loges le 7 septembre et Saint-Jean-de-Braye le 11 septembre.

## Zones naturelles, faune et la flore
Le canal d’Orléans est directement concerné par les zones naturelles suivantes :
- la zone Natura 2000 de la vallée de la Loire de Belleville-sur-Loire à Tavers[40], concernant, sur le canal, les communes de Combleux, Chécy et Mardié. Son intérêt  réside dans les milieux et les espèces ligériens[C 9] ;
- la zone importante pour la conservation des oiseaux (ZICO) qui couvre la forêt d’Orléans et les massifs d’Ingrannes et de Lorris, sur une superficie de 39 550 ha et concernant, sur le secteur du canal, les communes suivantes : Châtenoy, Combreux, Coudroy, Fay-aux-Loges, Sury-aux-Bois, Vieilles-Maisons-sur-Joudry et Vitry-aux-Loges[C 10] ;
- les étangs du May, du Vert, du Buzau et de la Marrière, ZNIEFF) sur les communes de Coudroy et de Chailly-en-Gâtinais, d’un intérêt essentiellement ornithologique[C 11].

La faune et la flore du canal d’Orléans sont propres à celles d’une voie d’eau, sans spécificité particulière, si ce n’est l’importance des espèces aquatiques du fait de l’absence de navigation. Les différents habitats aquatiques sont répartis en petites colonies ou regroupés en une mosaïque d’herbiers. Après remise en navigation, beaucoup de ces espèces aquatiques pourraient évoluer voire disparaître, en particulier en ce qui concerne les envahissantes lentilles d’eau.
Deux plantes aquatiques sont envahissantes : la lentille d'eau et la jussie. Cette dernière, du genre Ludwigia, a particulièrement envahi le bief de Saint Jean-de-Braye et a fait l'objet d'un arrachage mécanique conduit par la direction départementale de l'équipement du Loiret entre décembre 2007 et février 2008 dans le secteur Combleux-Orléans.
Pour maintenir, voire enrichir le patrimoine botanique et permettre la fixation de la faune, des techniques de génie végétal devront être employées dans la perspective d'une remise en navigation.

## Les personnalités liées au canal

### L'initiateur
Robert Mahieu, un bourgeois et marchand de bois de Paris possédant quelques biens dans l’Orléanais, est l'initiateur du projet et le constructeur de la première section qui court de Grignon au canal du Loing.

### La Maison d'Orléans

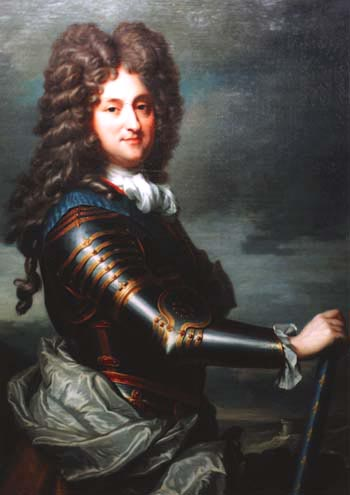
Philippe d'Orléans (1674-1723).

À compter du 6 décembre 1702, la propriété du canal devint effective pour la Maison d'Orléans. Les princes d’Orléans directement intéressés par l’administration du canal ont été : 
- Philippe d'Orléans (1640-1701), Duc d'Anjou puis d'Orléans, frère du roi Louis XIV, constructeur du canal dans sa configuration de la Loire au Loing et premier propriétaire ;
- Philippe d'Orléans (1674-1723), Duc de Chartres et d'Orléans, Régent de France pendant la minorité du roi Louis XV ;
- Louis d'Orléans (1703-1752), duc d'Orléans, de Valois, de Nemours et de Montpensier, Premier prince du sang et Premier Pair de France, chevalier des Ordres du roi et de celui de la Toison d'or, Grand-Maître des ordres royaux, militaires et hospitaliers de Notre-Dame du Mont-Garmel et de Saint-Lazare de Jérusalem, Gouverneur et Lieutenant-général de la province du Dauphiné et ci-devant Colonel général de l'infanterie française ;
- Louis-Philippe d'Orléans (1725-1785), duc d'Orléans, de Valois, de Chartres, de Nemours, de Montpensier et d'Étampes, comte de Vermandois et de Soissons, Premier Prince du Sang et en cette qualité Premier Pair de France, chevalier des ordres du Roi et de la Toison d'or, Lieutenant-général des armées, Gouverneur général de la province du Dauphiné ;
- Louis-Philippe d'Orléans (1747-1793), ayant changé son nom en Philippe Égalité après 1792, duc de Montpensier, de Chartres, de Valois, de Nemours et d'Étampes, puis duc d'Orléans, chevalier des ordres du Roi en 1762, lieutenant-général des armées navales en 1777, député aux États généraux puis à la Convention nationale. Il accumula pour sa part une telle quantité de dettes que ses créanciers firent saisir les deux canaux en 1789[A 2] ;
- Louis-Philippe Ier, duc de Chartres puis d'Orléans, Premier prince du sang, Pair de France, colonel général des Hussards, chevalier des Ordres du Roi en 1789, lieutenant-général du royaume le 31 juillet 1830, proclamé Roi des Français sous le nom de Louis-Philippe Premier le 9 août 1830.

### Les ingénieurs de Règemorte
Jean-Baptiste de Règemorte, ingénieur constructeur du canal du Loing en 1718 et chargé de l'administration et de l'entretien du canal d'Orléans, participa à l'amélioration de l'alimentation en eau du canal et à son bon entretien. Louis de Règemorte (v.1715-1776), son fils, lui succède en 1742 dans le double service d'ingénieur du service des turcies et des levées de la Loire, et des canaux d'Orléans et du Loing. Après la mort de Louis, son frère Noël de Règemorte, reprend la direction effective des canaux d'Orléans et du Loing jusqu'en 1786.

## Le canal d’Orléans dans la culture
Le canal n’a semble-t-il pas été une grande source d’inspiration pour les artistes. Il n’existe pas, d’après les recherches faites jusqu’à présent, de représentation picturale de l’ouvrage hormis une aquarelle de Larcanger datant de 1922, représentant une vue d’aéroplane du canal au niveau du port d'Orléans,, ainsi qu'une petite aquarelle de René Vallette de 1926, une vue du canal depuis le pont de chemin de fer à Orléans,.
Il existe en revanche des cartes postales du début du XXe siècle qui proposent des clichés pittoresques du canal, à Combleux et Vitry-aux-Loges notamment.